# LeBron James
LeBron Raymone James (Akron, 30 de dezembro de 1984) é um basquetebolista norte-americano que atua como ala pelo Los Angeles Lakers.
Apelidado de King James, é amplamente reconhecido como um dos maiores jogadores de basquetebol de todos os tempos, ocupando a segunda posição na lista divulgada pela ESPN em 2020, atrás apenas de Michael Jordan. LeBron conquistou quatro títulos da NBA, quatro prêmios de MVP da NBA e quatro prêmios de MVP de Finais da NBA, além de três medalhas de ouro olímpicas com a Seleção Norte-Americana. LeBron é o maior pontuador e o quarto jogador com mais assistências na história da NBA. Entre 2011 e 2020, ele disputou nove finais da NBA, a única exceção foi em 2019. LeBron detém o recorde de jogador com mais aparições no NBA All-Star Game (21) e NBA All-Team (21), além de ter seis aparições no NBA All-Team Defensive. LeBron é o único atleta com sete prêmios de Melhor Jogador da NBA pela ESPY, o Oscar do Esporte Americano. Em 2019, ele foi nomeado o Atleta da Década de 2010 pela Associated Press. Em 2021, ele foi homenageado como um dos 75 maiores jogadores da história da NBA.
LeBron jogou no ensino médio por St. Vincent - St. Mary, escola de sua cidade natal Akron, Ohio. LeBron conquistou dois prêmios de Melhor Jogador do Ensino Médio Americano em 2002 e 2003, que o promoveu altamente na mídia nacional como um futuro astro da NBA. LeBron foi selecionado na primeira escolha do Draft da NBA de 2003 pela equipe do seu estado natal, o Cleveland Cavaliers, à frente de jogadores como Carmelo Anthony, Chris Bosh e Dwyane Wade.
Na sua primeira temporada em 2004, ele venceu o prêmio de Revelação da NBA. Em 2007, LeBron liderou os Cavaliers que possuía um elenco limitado a uma inédita final da NBA, perdida para o San Antonio Spurs por 4–0. Nos anos de 2009 e 2010, ele foi nomeado o MVP da NBA, após liderar os Cavaliers há duas temporadas consecutivas com mais de 60 vitórias. Em 2010, LeBron anunciou em um especial na ESPN intitulado The Decision, que deixaria os Cavaliers para se juntar a Dwyane Wade e Chris Bosh no Miami Heat. Em quatro anos em Miami, ele liderou os Heat a dois títulos da NBA em 2012 e 2013, vencendo nesses dois anos, os prêmios de MVP da NBA e de MVP de Finais da NBA. Ainda em 2013, ele liderou os Heat a uma sequência de 27 vitórias seguidas, a segunda mais longa na história da NBA. Em 2014, LeBron anunciou seu retorno ao Cleveland Cavaliers. Em 2016, após estarem perdendo por 3–1 nas finais da NBA, LeBron liderou os Cavaliers ao seu primeiro título da NBA, acabando com um jejum de 52 anos sem conquistas esportivas em Cleveland, sendo nomeado pela terceira vez o MVP de Finais da NBA. Em 2017, na vitória dos Cavaliers sobre o Boston Celtics por 135–102, ele se tornou o maior pontuador da história dos playoffs com 5 989 pontos, superando os 5 987 pontos de Michael Jordan. Em 2018, LeBron assinou com o Los Angeles Lakers. Em 2020, ele liderou os Lakers ao título da NBA, tornando-se o primeiro jogador a ser campeão e MVP de Finais da NBA por três equipes diferentes da NBA. Em 2023, na derrota dos Lakers para o Oklahoma City Thunder por 133–130, ele se tornou o maior pontuador da história da temporada regular com 38 390 pontos, superando os 38 387 pontos de Kareem Abdul-Jabbar. No mesmo ano, LeBron foi campeão e nomeado melhor jogador da primeira edição da Copa da NBA.
Fora das quadras, LeBron acumulou considerável riqueza e fama com múltiplos contratos e investimentos, sendo inclusive acionista dos clubes de futebol Liverpool e Milan. Em 2021, ele se tornou o primeiro atleta da história a acumular 1 bilhão de dólares ganhos como jogador da NBA. Em 2022, ele se tornou oficialmente bilionário e ficou atrás apenas de Lionel Messi, entre os atletas mais bem pagos do mundo, segundo a Forbes. LeBron é ativista dos direitos humanos nos Estados Unidos, tendo sido destaque em livros, documentários, comerciais de televisão e filmes, como Space Jam 2. Em 2012, 2016 e 2020, ele foi nomeado o Atleta do Ano pela Sports Illustrated. Em 2005, 2013, 2017 e 2019, foi apontado como uma das 100 pessoas mais influentes do mundo pela revista Time.

## Infância e juventude
Sua mãe, Gloria James, tinha 16 anos quando deu à luz LeBron em 30 de dezembro de 1984, em Akron, Ohio. Seu pai não tinha qualquer interesse em cuidar de seu bebê recém-nascido, abandonando a pequena família sem ter qualquer responsabilidade. A vida era difícil para a jovem mãe que teve de cuidar de LeBron totalmente sozinha. Gloria tentou trabalhar onde lhe fosse oferecido um emprego, mas geralmente os postos de trabalho não duravam muito e a sua única solução foi passar de um emprego para outro.
A jovem mãe e seu filho tiveram residência na maioria das vezes em Akron, a sul de Cleveland, mesmo tendo morado em apartamentos em outros locais. Mesmo com a vida dura, ela conseguiu manter seu filho fora da violência das ruas. Em uma idade muito precoce, ela lhe deu uma bola, que o mantinha ocupado por horas todos os dias durante a semana. O menino mostrou muito interesse pela bola de basquete.
A vida escolar não foi muito fácil para LeBron. Ele estava envergonhado da sua vida pobre e era tímido. Não tinha muitos amigos e tinha pouco tempo para estudar. Mas, quando se tratava de desporto não houve muitos que poderiam vencê-lo, transformou-se num excelente atleta. Jogando basquete era sempre muito sereno com sua equipa. Era excelente em arremessar a bola para a cesta e tinha muita rapidez e força.
Recebeu três vezes o título "Ohio Mr. Basketball" das escolas secundárias do Ohio, e foi altamente promovido na média nacional como futura superestrela da NBA, quando era estudante da St. Vincent - St. Mary High School.

## Carreira na NBA

### Cleveland Cavaliers (2003–10)

#### Temporada 2003–04
James foi selecionado pelo Cleveland Cavaliers como parte do Draft da NBA de 2003 e assinou um contrato de US$ 90 milhões, em uma parceria com a Nike antes da sua estreia na NBA. Em seu primeiro jogo como profissional, James marcou 25 pontos, 9 assistências, 6 rebotes e 4 roubos de bola, acertando um total de 60 por cento dos arremessos tentados. No final da temporada em um jogo contra o New Jersey Nets, James marcou 41 pontos, tornando-se aos 19 anos o jogador mais jovem na história da liga a marcar pelo menos 40 pontos em um jogo.
James acabou por ser nomeado o NBA Rookie of the Year de 2004, terminando com médias de 20,9 pontos, 5,9 assistências e 5,5 rebotes por jogo. Ele também se tornou o primeiro Cavaliers a receber a homenagem e se juntou a Oscar Robertson e Michael Jordan como os únicos jogadores na história da NBA com médias de pelo menos 20 pontos, 5 rebotes e 5 assistências por jogo em sua temporada de estreia. (Tyreke Evans, também se juntou a este grupo). Apesar da grande contribuição de James e com uma melhoria de 18 jogos sobre a temporada anterior, Cleveland não conseguiu se classificar para os playoffs.

#### Temporada 2004–05
Os Cavaliers começaram bem a temporada 2004–05, entrando no intervalo do All-Star Game com trinta vitórias e 20 derrotas. Durante esse tempo, James estabeleceu-se como líder da equipe com uma série de performances notáveis. Em 19 de janeiro, ele marcou seu primeiro triplo-duplo, tornando-se o jogador mais jovem na história da liga a fazê-lo. Com seu jogo forte ele ganhou seu primeiro NBA All-Star Game, marcando 13 pontos, 8 rebotes e 6 assistências na vitória da Conferência Leste. Em 20 de março, James marcou 56 pontos contra o Toronto Raptors, a melhor marca da carreira de James atuando em Cleveland.
Com médias de 27,2 pontos, 7,4 rebotes, 7,2 assistências e 2,2 roubos de bola por jogo ao final da temporada e aos 20 anos de idade, se tornou o jogador mais jovem na história da liga a ser nomeado para uma equipe All-NBA, sendo eleito para a segunda equipe All-NBA. Apesar do forte início, Cleveland novamente não conseguiu chegar aos playoffs, terminando o ano com um recorde de 42-40.

#### Temporada 2005–06

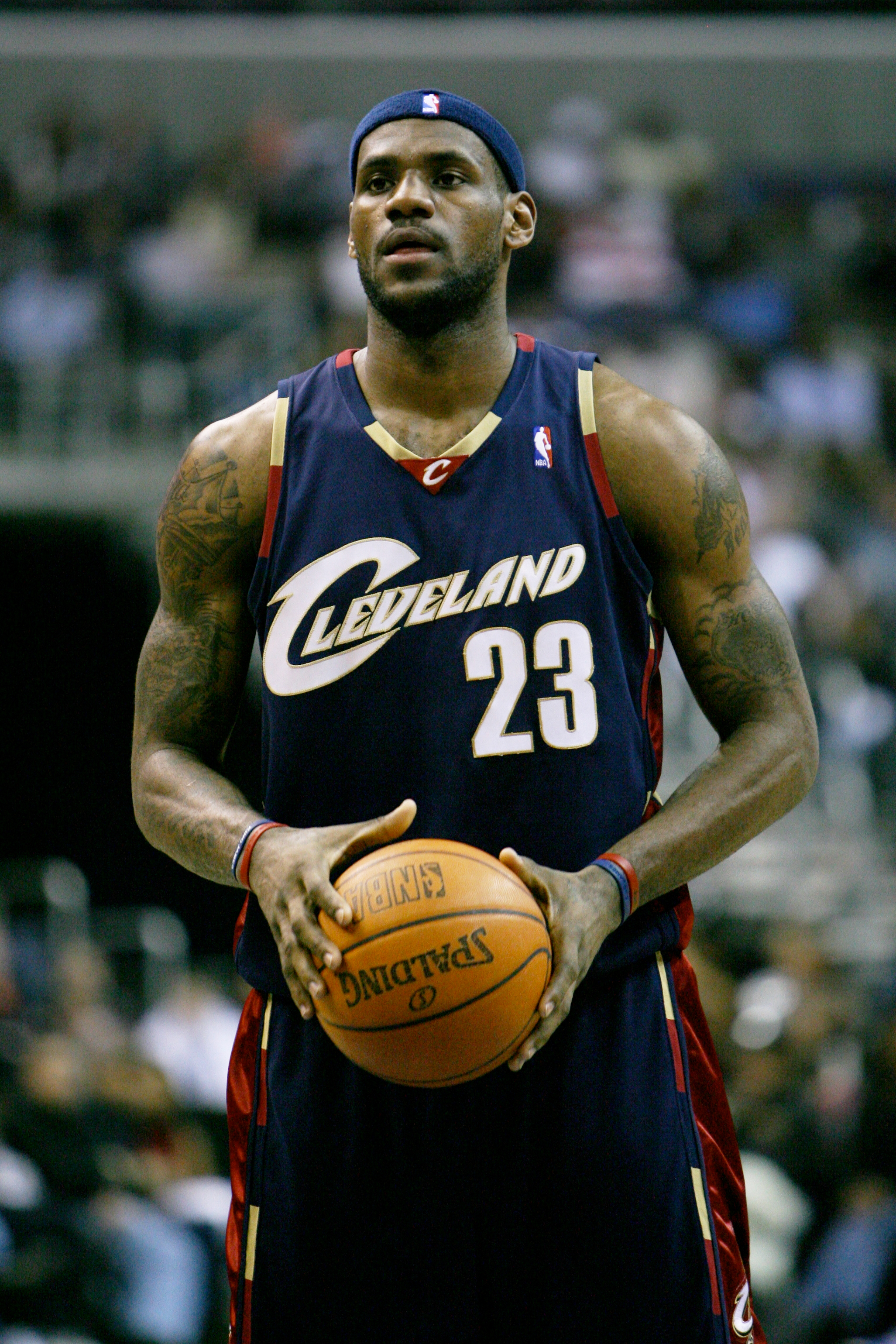
James na linha do lance livre em abril de 2007

Na temporada 2005–06, James estabeleceu-se como um dos jogadores de elite da NBA. No All-Star Game, ele levou a Conferência Leste a vitória, marcando 29 pontos e 6 rebotes, sendo coroado MVP do All-Star Game e se tornando o mais jovem vencedor do prémio, aos 21 anos e 51 dias. Ao longo do ano James fez marcas históricas, incluindo nove jogos seguidos com 35 pontos ou mais, tornando-se apenas o terceiro jogador desde que Michael Jordan e Kobe Bryant a fazê-lo. James terminou a temporada com médias de 31,4 pontos, 7,0 rebotes e 6,6 assistências por jogo, tornando-se o jogador mais jovem na história da NBA com médias de pelo menos 30 pontos por jogo e o quarto jogador na história da liga com média de mais de 30 pontos, 7 ressaltos e 6 assistências por jogo em uma única temporada. Ao final da temporada foi considerado um forte candidato ao prémio de Jogador Mais Valioso da NBA, mas acabou terminando em segundo lugar na votação, perdendo para Steve Nash, no entanto, ele foi premiado com o co-MVP honras, pelo The Sporting News.
Sob a liderança de James, os Cavaliers se classificaram para os playoffs pela primeira vez desde 1998. Em sua estreia nos playoffs, marcou um triplo-duplo com 32 pontos, 11 rebotes e 11 assistências contra o Washington Wizards. James, Johnny McCarthy e Magic Johnson são os únicos jogadores na história da NBA a registrar um triplo-duplo em sua estreia nos playoffs. Para a série, James teve médias de 35,7 pontos por jogo e o Cleveland derrotou o Washington Wizards por 4-2. Na rodada seguinte, os Cavaliers foram derrotados pelos campeões da conferência leste da temporada anterior, e campeões em 2004, o Detroit Pistons. Suas médias finais foram de 30,8 pontos, 8,1 rebotes e 5,8 assistências por jogo. Após as eliminatórias, James e os Cavaliers negociaram uma extensão de contrato de três anos com uma opção do jogador para um quarto ano. O contrato foi de $60 milhões e começou no início da temporada 2007-08. Apesar de receber menos dinheiro do que poderia ganhar, o contrato lhe permitiu a opção de ser um agente livre após a temporada de 2010.

#### Temporada 2006–07

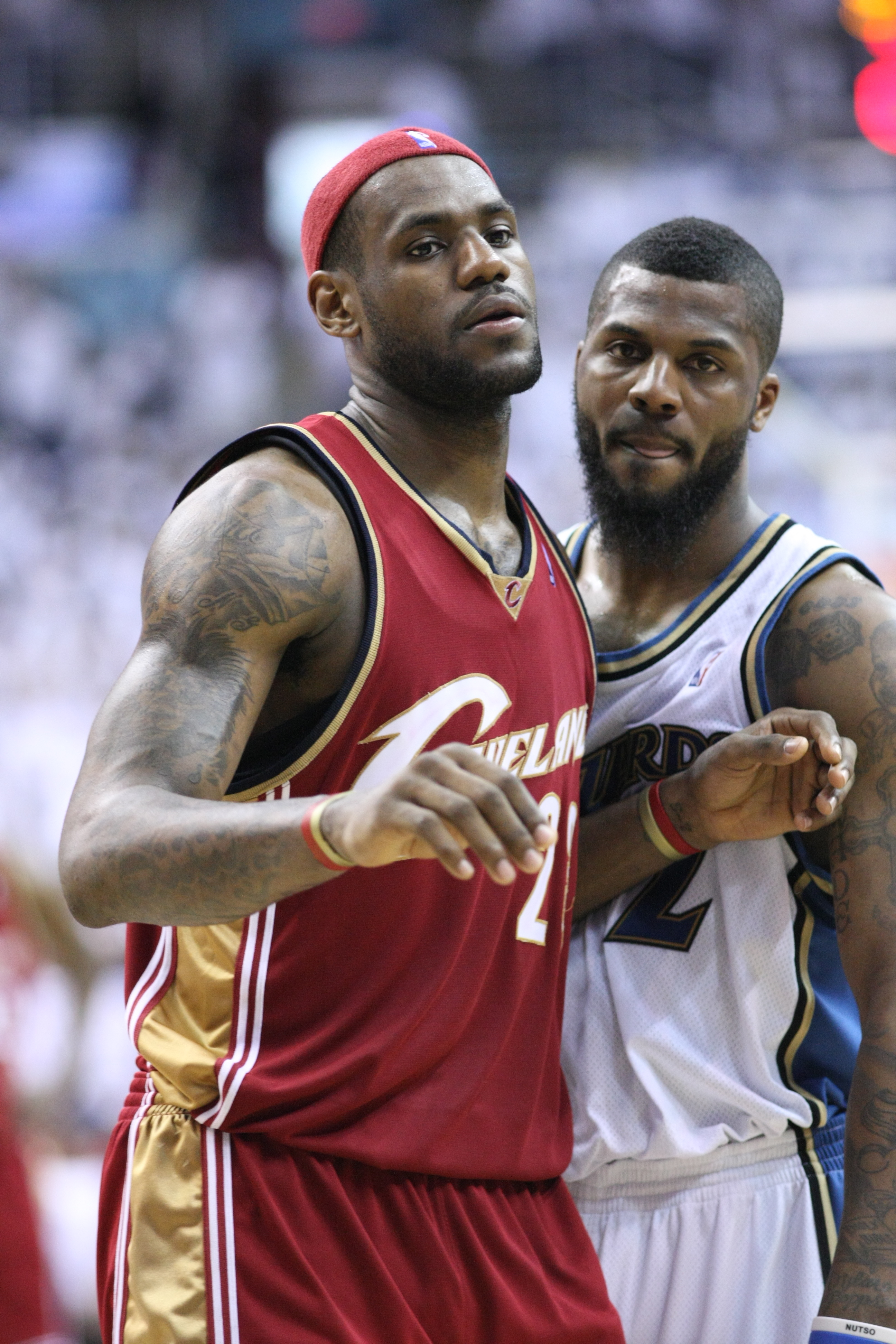
James e DeShawn Stevenson.

James foi eleito pelo terceiro ano consecutivo All-Star Game na temporada 2006–07. No ano, teve médias de 27,3 pontos, 6,7 rebotes, 6,0 assistências e 1,6 roubos de bola por jogo, juntando-se a Robertson como um dos dois jogadores na história da NBA a ter médias de pelo menos 27 pontos, 6 rebotes e 6 assistências por jogo durante três anos consecutivos. Os Cavaliers novamente terminaram o ano com cinquenta vitórias e entraram nos playoffs como segundo na Conferência Leste.
Na primeira rodada, Cleveland derrotou os Wizards, varrendo-os em quatro jogos. Na série, James teve médias de 27,8 pontos, 7,5 assistências e 8,5 rebotes por jogo. Na segunda rodada, James teve médias de 25,0 pontos, 7,2 rebotes e 8,6 assistências por jogo, levando o Cavaliers a final da Conferência Leste.
Nas finais da Conferência Leste, Cleveland enfrentou os Pistons numa vingança em relação ao ano anterior. Começaram perdendo os 2 primeiros jogos, mas acabaram vencendo os dois jogos seguintes, empatando a série em 2-2. No jogo 5, James teve uma das maiores performances da história da liga em playoffs. Conseguiu um recorde da franquia ao marcar 48 pontos, tendo 54,5 por cento de aproveitamento dos arremessos de quadra, além de 9 rebotes e 7 assistências. James marcou 29 dos últimos 30 pontos da equipe, incluindo a cesta da vitória a dois segundos do fim. Cleveland venceu a série, mas fraquejou nas finais contra o San Antonio Spurs, perdendo em quatro jogos. Na pós-temporada, James teve médias de 25,1 pontos, 8,0 assistências e 8,1 rebotes por jogo, embora nas finais suas médias tenham caído para 22,0 pontos, 7,0 rebotes e 6,8 assistências por jogo.

#### Temporada 2007–08
James continuou dominante na temporada 2007–08, ganhando pelo quarto ano consecutivo o All-Star Game e sendo considerado o NBA All-Star Game MVP, marcando 27 pontos, 8 rebotes e 9 assistências. Ao longo do ano estabeleceu vários recordes na liga. Em 19 de fevereiro, em um jogo contra o Houston Rockets, marcou seu quinto triplo-duplo da temporada, tornando-se o terceiro jogador mais jovem na história da liga a ter 15 triplos-duplos, atrás de Oscar Robertson e Magic Johnson.
James terminou o ano com sete triplos-duplos, quebrando seu recorde pessoal e da equipe em triplos-duplos em uma temporada. Em 27 de fevereiro, se tornou o mais jovem jogador a marcar 10 000 pontos em sua carreira, aos 23 anos e 59 dias, em um jogo contra o Boston Celtics. Além disso, só levou 368 jogos para chegar a esse marco, o mais rápido na história da liga. Em 5 de março, marcou 50 pontos, 8 rebotes e 10 assistências contra o New York Knicks, tornando-se apenas o terceiro jogador desde a fusão ABA-NBA a fazer um jogo com cinquenta pontos, 10 assistência. Em 21 de março passou Brad Daugherty como o melhor pontuador dos Cavaliers de todos os tempos, num jogo contra o Toronto Raptors, fazendo tal façanha com mais de 100 jogos a menos do que Brad Daugherty.
Apesar das realizações individuais de James, o Cleveland registrou uma marca inferior ao ano anterior, com 45-37. Nos playoffs os Cavaliers foram pareados com o Wizards na primeira rodada, pelo terceiro ano consecutivo. Na série, Cleveland derrotou os Wizards em seis jogos. Na rodada seguinte foi eliminado em sete jogos pelo eventual campeão de 2008 da NBA, os Celtics. Durante o sétimo e decisivo jogo em Boston, James marcou 45 pontos, mas os Cavaliers não conseguiram superar a noite inspirada de Paul Pierce, que marcou 41 pontos, quatro rebotes e cinco assistências.

#### Temporada 2008–09

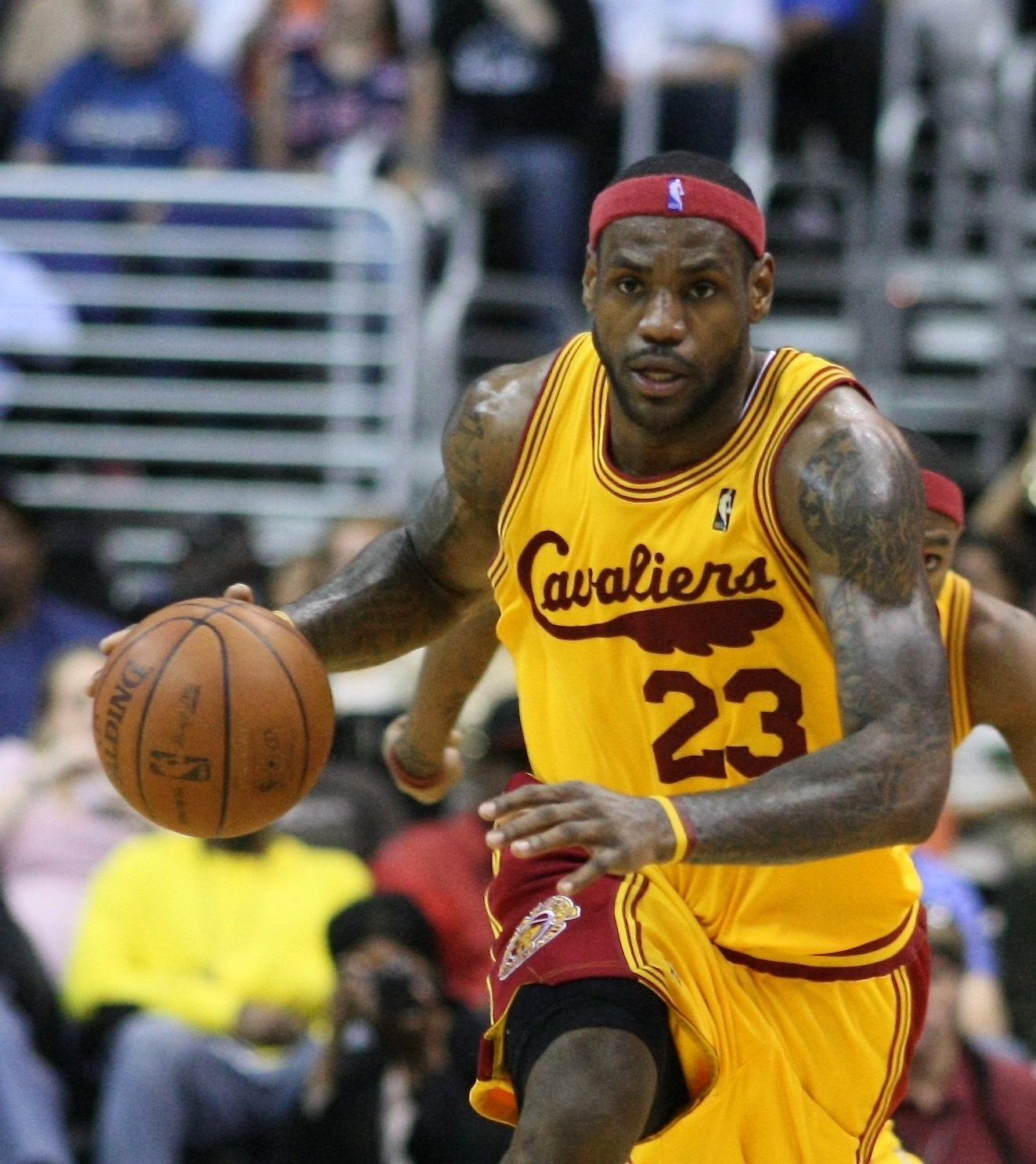
James em abril de 2009

Na temporada 2008–09, James estabeleceu-se como um dos melhores jogadores defensivos da NBA. Terminando o ano como segundo Jogador Defensivo, sendo escolhido para sua primeira equipe All-Defensive. Seu jogo all-around foi forte como nunca, melhorou o seu tiro livre, acertando 78 por cento. Foi nomeado Jogador do Mês por quatro vezes, tornando-se o segundo jogador na história da liga depois de Kevin Garnett a fazê-lo. Também se tornou o quarto jogador na história da NBA a liderar sua equipe em todas as cinco principais categorias de estatísticas (total de pontos, rebotes, assistências, roubos de bola e tocos) em uma temporada. Por trás do seu jogo e da aquisição do All-Star Mo Williams, os Cavaliers conseguiram um recorde para a franquia 66-16. James obteve médias de 28,4 pontos, 7,6 rebotes, 7,2 assistências, 1,7 roubos de bola, e 1,2 tocos por jogo, obtendo como resultado o seu primeiro prêmio de MVP.
Nos playoffs, Cleveland varreu os Pistons na primeira rodada. No final do jogo 4, uma multidão começou um canto de MVP para James, que marcou 36 pontos, 13 rebotes e oito assistências naquela noite. No total, teve médias de 32,0 pontos, 11,3 rebotes e 7,5 assistências na série, se tornando o terceiro jogador na história da NBA com médias de pelo menos 30 pontos, 10 rebotes e sete assistências em uma série de pós-temporada. Na rodada seguinte, os Cavaliers varreu o Atlanta Hawks.
Cleveland entrou nas finais da conferência como os favoritos contra o Orlando Magic, mas acabou perdendo o jogo 1 em casa, apesar de um dos maiores jogos de James, onde ele marcou 49 pontos com 66 por cento de acerto nos arremessos de quadra. No jogo 2, James teve um memorável jogo, empatando a série em 1–1. Os Cavaliers perderam os dois jogos seguintes em Orlando, antes de voltarem para casa. Venceram o jogo 5, forçando a série a voltar para Orlando, mas foram eliminados no jogo 6 mesmo com Lebron James fazendo 41 pontos, sete rebotes e nove assistências.

#### Temporada 2009–10

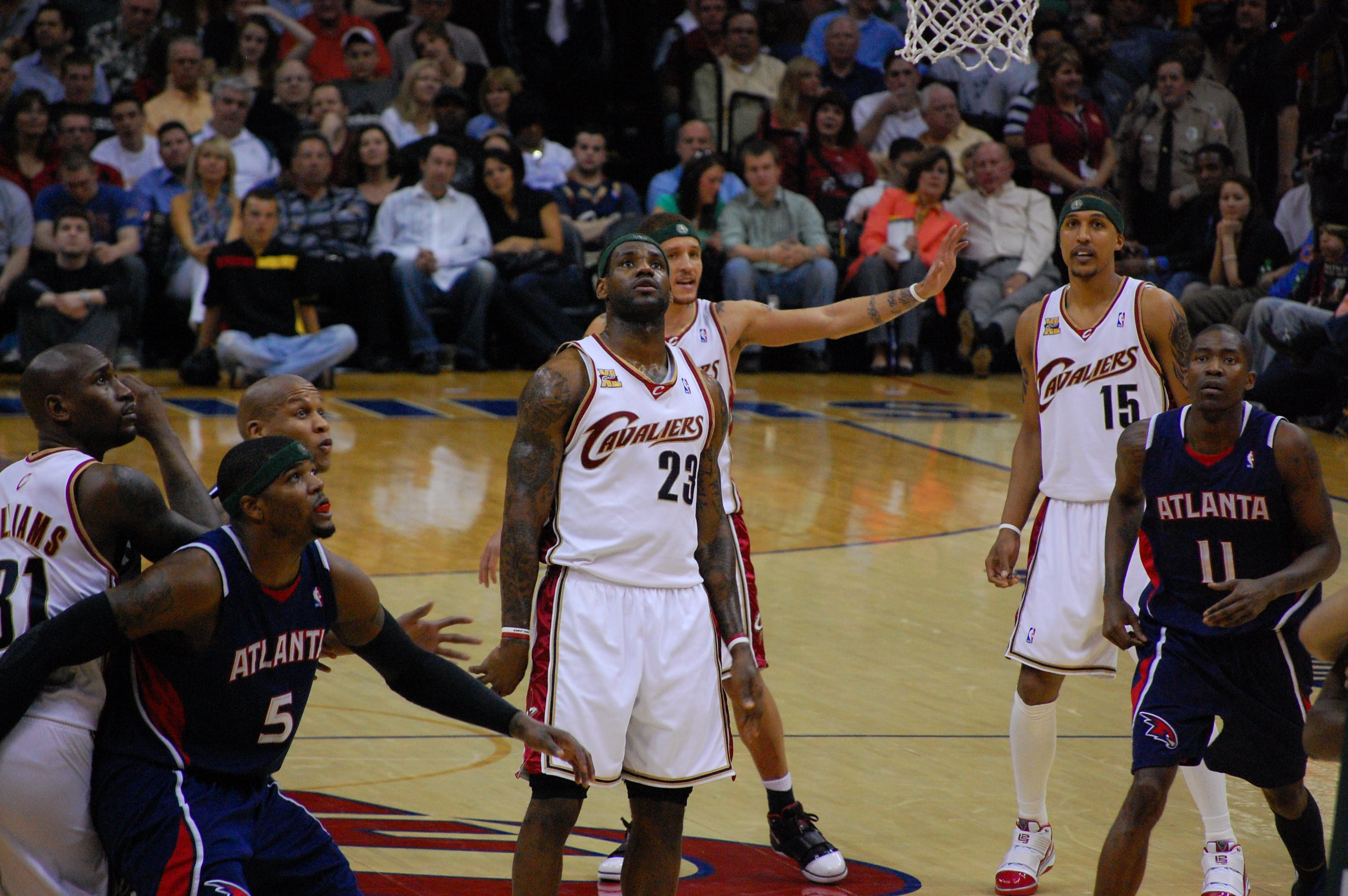
James na linha do lance livre contra o Atlanta Hawks em 2010

Para lidar com a falta de uma presença no interior do garrafão, os Cavaliers contrataram o pivô Shaquille O'Neal antes da temporada 2009-10. Para dar mais ajuda de pontuação a James, Cleveland também contratou o All-Star Antawn Jamison. Os Cavaliers pareciam preparados para o campeonato, terminando a temporada regular com o melhor recorde da liga pelo segundo ano consecutivo. Ao longo do caminho, James se tornou o primeiro jogador a ganhar pelo menos 2,5 milhões de votos para o NBA All-Star Game, onde foi selecionado pelo sexto ano consecutivo. Em uma derrota no meio da temporada para o Denver Nuggets, James marcou 43 pontos, 13 rebotes, 15 assistências, dois roubos de bola, e quatro tocos, tornando-se o primeiro jogador a ter pelo menos 40 pontos, 15 assistências e 13 rebotes em um jogo desde Robertson, que o fez em 13 de fevereiro de 1962. Em 13 de março, se tornou o jogador mais jovem na história da liga a marcar 15 000 pontos na temporada regular, durante a vitória por 92–85 sobre o Chicago Bulls. Ao final da temporada foi nomeado MVP da NBA pelo segundo ano consecutivo.
Nos playoffs, os Cavaliers bateram o Chicago Bulls na primeira rodada, mas caíram para os Celtics na segunda rodada. James foi duramente criticado por não jogar bem, especialmente no jogo 5 da série quando acertou apenas 20 por cento dos 14 arremessos tentados, marcando apenas 15 pontos. No final do jogo, saiu da quadra vaiado pela torcida de Cleveland, após o time ter sofrido sua pior derrota em playoffs. Os Cavaliers foram oficialmente eliminados no jogo 6, com James marcando 27 pontos, 19 rebotes e 10 assistências, mas com apenas 38 por cento dos arremessos de quadra. O jogo acabou sendo sua última partida pelos Cavaliers em sua primeira passagem pela equipe.

### Agente livre (2010)

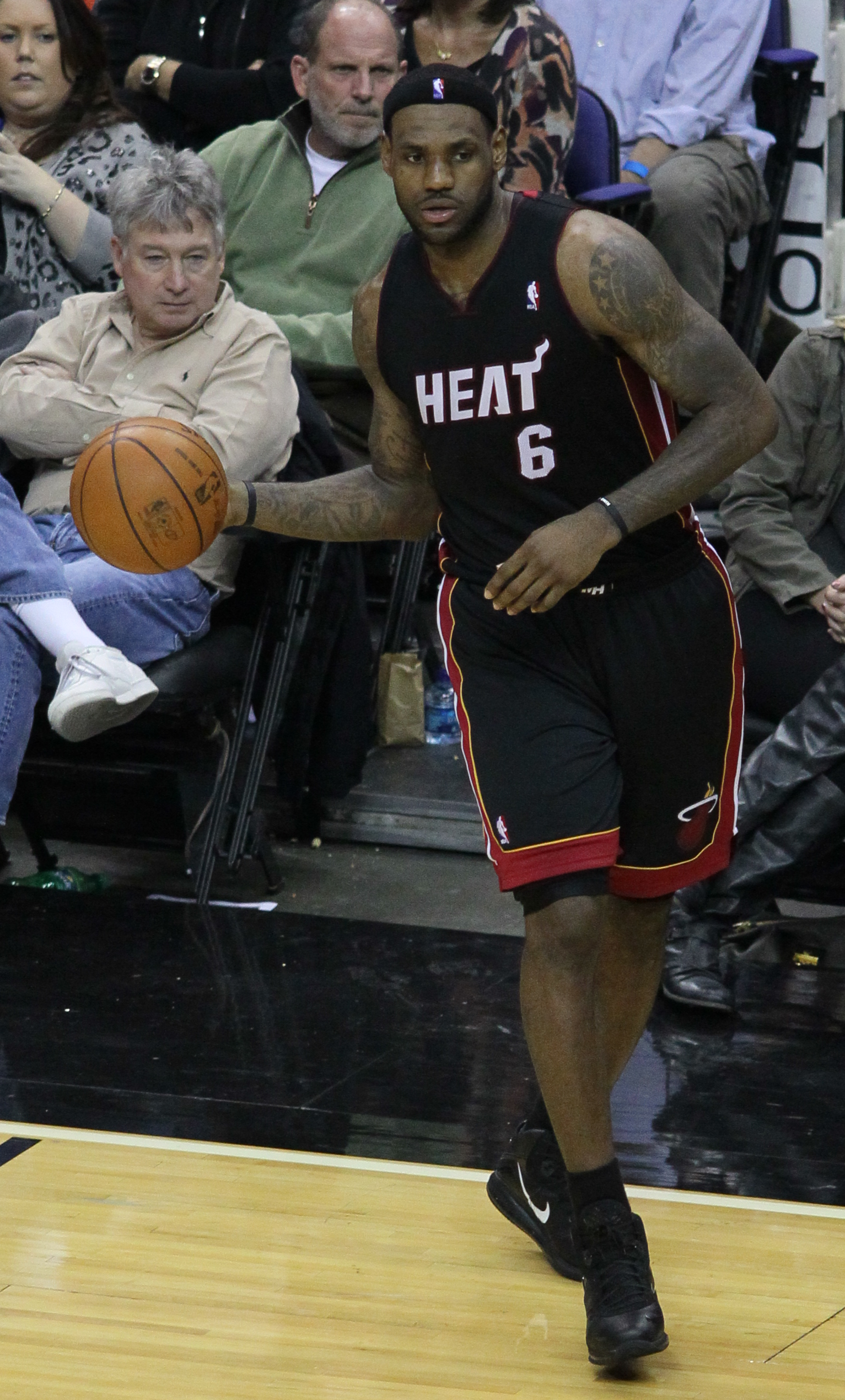
James em dezembro de 2010, defendendo as cores do Miami Heat

James tornou-se um agente livre irrestrito em 1 de julho de 2010. Durante esse período, foi cortejado por várias equipes, incluindo Chicago Bulls, Los Angeles Clippers, Miami Heat, New York Knicks, New Jersey Nets, e o próprio Cleveland Cavaliers. Em 8 de julho, anunciou em um especial ao vivo da ESPN intitulado "A decisão" que iria assinar contrato com o Miami Heat. A cerimônia, transmitida a partir das Boys & Girls Club de Greenwich, Connecticut, levantou US$ 2,5 milhões para a caridade e um adicional de US$ 3,5 milhões de receita publicitária, que foi doada a outras várias instituições de caridade. Poucos dias antes do especial, os agentes livres Chris Bosh e Dwyane Wade anunciaram que também se juntariam ao Miami, formando um núcleo potente para construir plantel forte ao redor. James decidiu juntar-se com Bosh e Wade, para que pudesse assumir menos carga ofensivamente, pensando que seus companheiros de equipe lhe dariam uma chance melhor de conquistar um campeonato. O então presidente do Miami Heat, Pat Riley, desempenhou um papel importante na vinda de James, com a ideia de jogar com Bosh e Wade.
James atraiu críticas de vários analistas, executivos, fãs e jogadores atuais e antigos ao deixar os Cavaliers. A decisão em si também foi examinada e vista como desnecessária. Ao saber que James não voltaria para Cleveland, o proprietário do time, Dan Gilbert, publicou uma carta aos torcedores na qual criticou agressivamente as ações de James, chamando-o de "covarde e desleal". Alguns torcedores da equipe ficaram tão zangados com James que gravaram vídeos de si mesmos queimando suas camisas. Ex-jogadores da NBA, incluindo Michael Jordan e Magic Johnson também criticaram James, condenando-o por se juntar a Wade e Bosh em Miami e não tentar ganhar um campeonato como "o cara". Imediatamente após a decisão, James afirmou que não havia nada que mudaria sua decisão, apesar de todas as críticas.
Desde então, ele expressou remorso por suas ações. Durante a temporada 2010–11, disse: "Provavelmente o faria um pouco diferente... Mas, eu estou feliz com a minha decisão." Ele se recusou a ser mais específico. James cedeu sobre o especial antes da temporada 2011–12: "... se o sapato foi no outro pé e eu era um fã, e eu estava muito apaixonado por um jogador, e ele decidiu sair, eu ficaria chateado também sobre a maneira como ele lidou com isso".

### Miami Heat (2010–14)

#### Temporada 2010–11

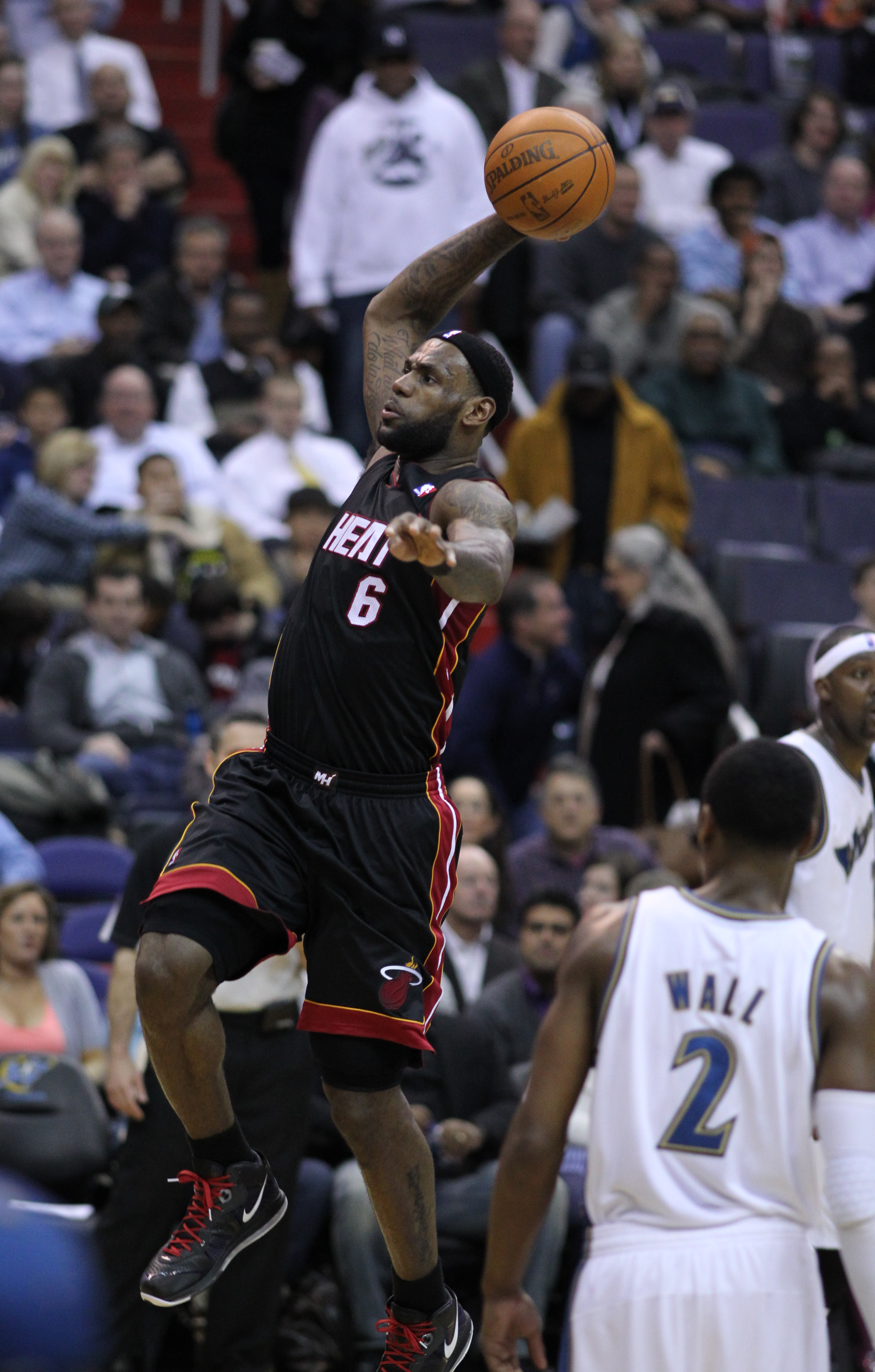
James em março de 2011

LeBron James tornou-se oficialmente um membro do Miami Heat em 9 de julho, assinando um contrato de seis anos com a equipe. Com a mudança, se tornou apenas o terceiro MVP reinante a mudar de equipe, e o primeiro desde Moses Malone em 1982. Embora seu contrato lhe permitisse ganhar o salário máximo sob o acordo coletivo de trabalho, recebeu menos dinheiro, para que Miami fosse capaz de suportar Bosh e Wade, bem como o restante do plantel. Naquela noite, o Heat deu uma festa de boas-vindas para o seu novo "Grande Trio" na American Airlines Arena, um evento que teve uma atmosfera de concerto de rock. Durante o encontro, James previu uma dinastia para o Heat e aludiu a múltipla de campeonatos. Fora de Miami, o espetáculo não foi bem recebido, promovendo a percepção pública negativa de James. Ao longo da temporada 2010–11, James abraçou o papel de "vilão" que a mídia lhe concedeu. Ele disse mais tarde que a negatividade em torno dele, como resultado de suas ações durante o período de agente livre: "Basicamente me transformou em alguém que eu não era ... Você começa a ouvir 'o vilão', agora você tem que ser o vilão, você sabe, e eu comecei a comprar para ele. comecei a jogar o jogo de basquete em um nível, ou em um estado de espírito que eu nunca tinha jogado antes ... em significado, irritado. E isso é mental. Essa não é a maneira que eu jogo o jogo de basquete".
Apesar da mudança, James continuou a se apresentar no seu padrão habitual. Conduzindo a bola na maioria dos jogos, seu desempenho provocou debate na media sobre se ele estava se tornando "armador" na equipe. King conseguiu um triplo-duplo de 20 pontos, 11 rebotes e 14 assistências na derrota para o Utah Jazz, seu primeiro triplo-duplo no Heat. Em 2 de dezembro, retornou a Cleveland pela primeira vez, levando o Miami a uma vitória, sendo vaiado cada vez que tocava na bola. Nessa vitória, o ala marcou 38 pontos. Em sua visita a Nova Iorque, depois de rejeitar propostas quando era agente livre, teve o seu segundo triplo-duplo do ano com 32 pontos, 11 rebotes e 10 assistências na vitória do Miami sobre os Knicks. No que foi seu melhor desempenho da temporada, marcou 51 pontos, 11 rebotes e oito assistências contra Orlando, em 3 de fevereiro, marcando 23 pontos no primeiro quarto. James terminou a temporada em segundo lugar no campeonato de pontuação, com médias de 26,7 pontos por jogo. Wade também terminou o ano como um dos melhores pontuadores da liga e, juntos, combinaram para 4 052 pontos, a maior marca da história de uma dupla do Heat.
Nos playoffs, após se classificarem como segundo na Conferência Leste, o Miami enfrentou o Philadelphia 76ers na primeira rodada, vencendo e dando a James uma vingança contra os Celtics na segunda ronda. Através de grandes jogos de James e Wade, o Heat derrotou Boston em cinco jogos. Na final da Conferência, Miami enfrentou o Chicago Bulls, primeiro colocado da conferência leste e dono do MVP da temporada, Derrick Rose. O Heat voltou a vencer em cinco jogos, com James liderando a equipe. Nas finais o Miami tropeçou contra o Dallas Mavericks, perdendo em seis jogos, apesar de ter tido uma vantagem de 2-1 na série. James recebeu o peso das críticas pela perda, com médias de apenas 3 pontos no quarto período da série. Sua baixa média de pontuação, 17,8 pontos por jogo, significou uma queda de 8,9 pontos da temporada regular. Ele também contribuiu com 6,8 assistências e 7,1 rebotes por jogo, com médias de 23,6 pontos, 8,3 rebotes e 5,8 assistências por jogo na pós-temporada, como um todo.

#### Temporada 2011–12

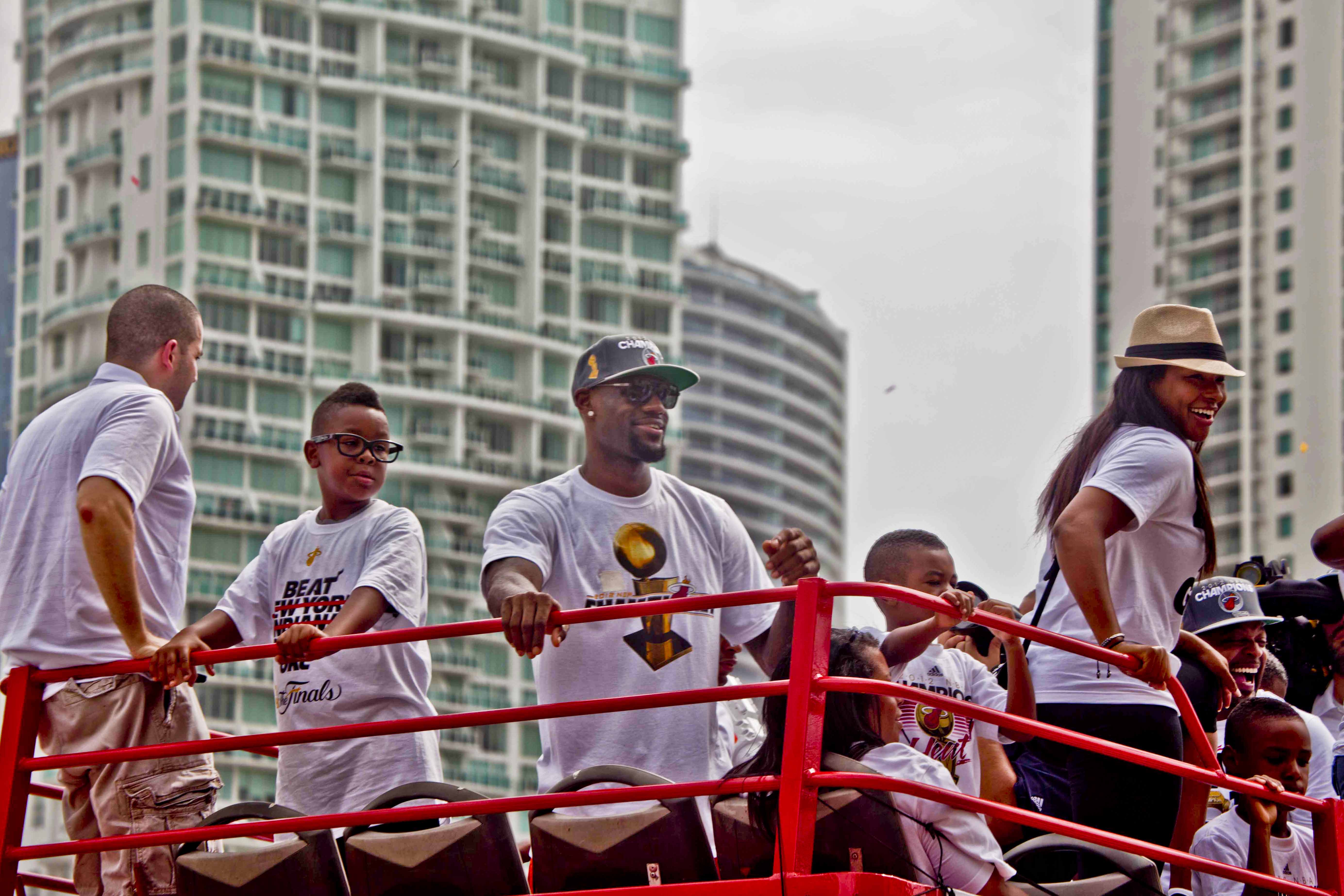
James comemorando o seu primeiro título da NBA em 2012.

James começou a temporada com um comportamento muito diferente. É certo que humilhado pela perda de Miami a Dallas, ele passou a pós-temporada tentando melhorar a si mesmo como pessoa e como jogador de basquete. O Heat abriu o ano com uma forte campanha, terminando janeiro, com um recorde de 16-5, empatando seu melhor início de temporada na história da liga. Durante esse período, James teve médias de 29,2 pontos, 8,3 rebotes, 7,1 assistências, 1,8 roubos de bola e 37,4 minutos, além de 55,1 por cento nos arremessos de dois pontos e 40,6 por cento nos arremessos de três pontos. No All-Star Game 2012, junto com Kevin Durant, marcou 36 pontos e empatou o recorde de cestos de três pontos em um jogo de All-Star Game, 6 cestas. No final da temporada, James foi nomeado MVP da liga pela terceira vez, terminando com médias de 27,1 pontos, 7,9 rebotes, 6,2 assistências e 1,9 roubos de bola por jogo, além de 53 por cento dos arremessos de quadra. O Heat entrou nos playoffs com a segunda melhor campanha do Leste. Miami enfrentou os Knicks na primeira rodada, vencendo a série por 4-1. Na segunda rodada, o Heat chegou a estar perdendo a série por 2-1 para o Indiana Pacers. No jogo 4 da série, James obteve uma das melhores performances de sua carreira, marcando 40 pontos, 18 ressaltos e 9 assistências em uma grande vitória fora de casa, tornando-se apenas o segundo jogador na história da NBA (além de Elgin Baylor em 1961) a fazer tal feito. Miami acabou vencendo a série em seis jogos. Na final da Conferência, o Heat voltou a enfrentar os Celtics. A beira da eliminação, após estar perdendo a série por 3-2 e jogando fora de casa, James levou Miami a vitória ao marcar 45 pontos no jogo 6, acertando 19 das 26 tentativas de arremesso. Ele também contribuiu com quinze ressaltos e 5 assistências, tornando-se o segundo jogador na história da liga a fazê-lo, além de Wilt Chamberlain contra o St. Louis Hawks, em 1964. O Heat venceu o jogo 7, avançando as finais da NBA pelo segundo ano consecutivo.
Nas finais, o Heat enfrentou o Oklahoma City Thunder, liderado pelas jovens estrelas Kevin Durant, Russell Westbrook e James Harden. Apesar de abrir 13 pontos de vantagem na primeira metade do jogo 1, o Miami perdeu o primeiro jogo da série. No jogo 2, o Heat novamente construiu uma vantagem de dois dígitos, desta vez segurando-a e vencendo a partida, para empatar a série em 1-1. De volta a Miami, o Heat venceu o Jogo 3, tomando a dianteira da série, 2-1. O jogo 4 provou ser uma experiência memorável para James. Com cinco minutos restantes para o final do jogo, James começou a ter cãibras nas pernas, ao ponto de levá-lo ao chão. James voltou logo depois e acertou uma cesta de três pontos, faltando 2 min 51 segundos no relógio, para dar a Miami uma vantagem de três pontos, mantendo a dianteira até o fim do jogo e abrindo 3-1 na série. No jogo 5, James marcou um triplo-duplo com 26 pontos, 11 rebotes e 13 assistências, ajudando o Miami a derrotar o Thunder. James foi unanimemente eleito MVP das finais com médias de 28,6 pontos, 10,2 rebotes e 7,4 assistências por jogo. Suas marcas de pós-temporada foram de 30,3 pontos, 9,7 ressaltos e 5,6 assistências por jogo.

#### Temporada 2012–13

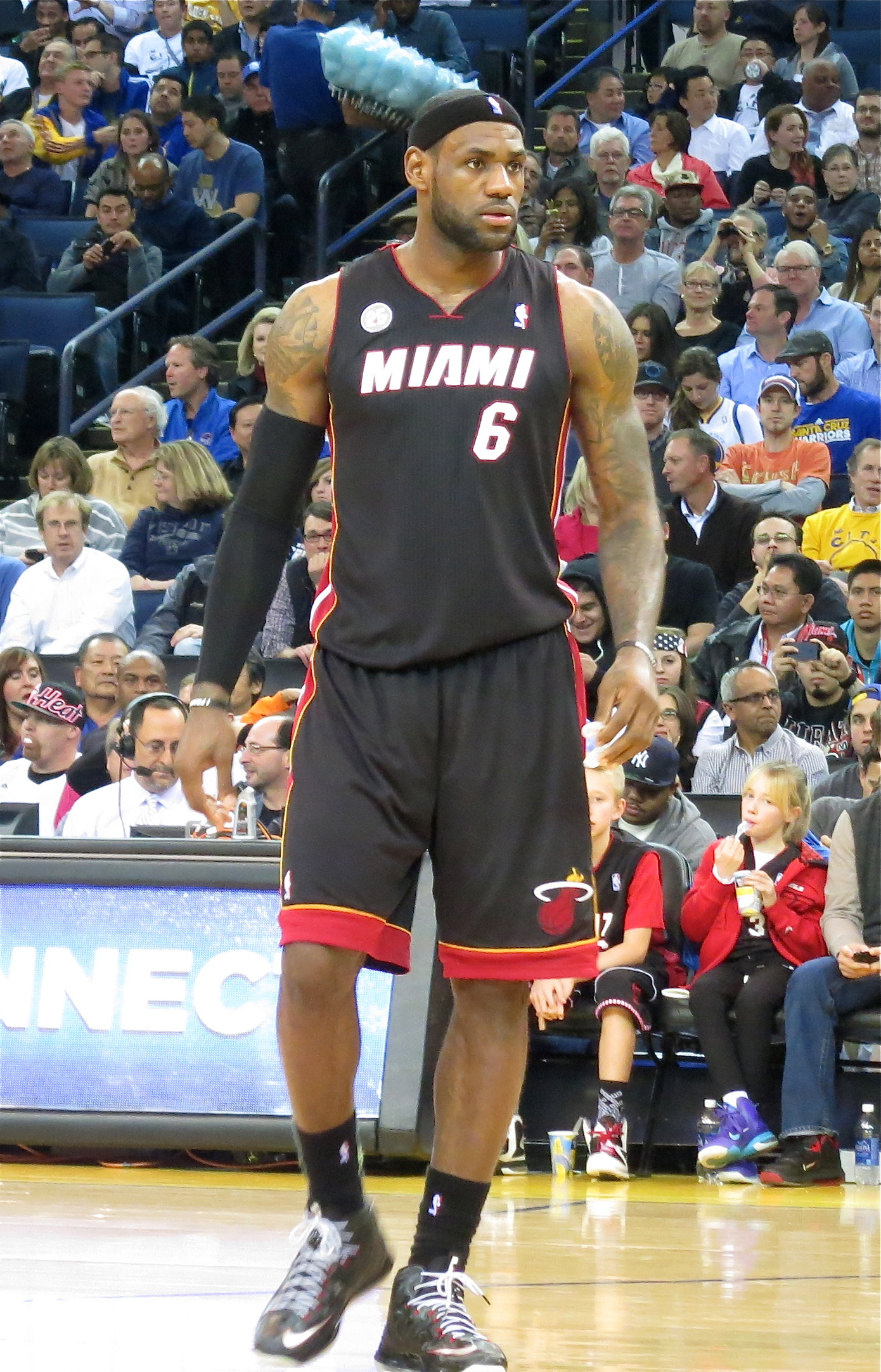
James em 16 de janeiro de 2013, na noite em que tornou-se o jogador mais jovem da história a alcançar 20.000 pontos na carreira

Durante a temporada 2012–13 James alcançou a marca de 54 jogos (21 na temporada 2011-2012 e 33 na temporada 2012-2013) seguidos com vinte pontos ou mais, se tornando o segundo jogador com mais jogos seguidos com tal marca, ficando atrás apenas de Wilt Chamberlain que possui a incrível marca de 126 jogos seguidos com essa pontuação. James se tornou em 16 de Janeiro de 2013 o mais novo jogador a alcançar a marca de 20 000 pontos em uma partida contra o Golden State Warriors completando o feito com 28 anos e 17 dias e sendo o trigésimo oitavo jogador a passar da marca. No mesmo jogo, LeBron ultrapassou a marca de 5 mil assistências, se tornando o décimo terceiro jogador da história a conseguir pelo menos 20 mil pontos e 5 mil assistências.
Em fevereiro, antes da parada para o All Star Game, James se tornou o primeiro jogador da história da liga a marcar 30 ou mais pontos em seis jogos seguidos, tendo um aproveitamento igual ou superior a 60% dos arremessos em cada um dos jogos. James chegou ao All Star Game com médias de 27,3 pontos, 8,2 rebotes e 6,9 assistências e com aproveitamento de 56,5% nos arremessos, com o Heat liderando a conferência Leste 36-14 e tendo a terceira melhor campanha da liga. Durante todo o mês, James acertou 139 dos 217 arremessos de quadra que tentou, tendo um aproveitamento de (64,1%), tornando-se o primeiro jogador desde Kareem Abdul-Jabbar - (março 1983), a tentar mais de 200 arremessos em um mês e acertar pelo menos 64 por cento deles. Ainda em fevereiro, LeBron James e o Miami Heat começaram aquela que se tornou a segunda maior série de vitórias consecutivas da história da NBA, com 27 vitórias seguidas, ficando apenas atrás dos Los Angeles Lakers de 1971-1972 que naquela ocasião, tiveram 33 vitórias consecutivas.
Ao final da temporada regular, o Heat terminou com o recorde da franquia 66-16, ficando com a melhor campanha da liga. James teve médias de 26,8 pontos, 8,0 rebotes e 7,3 assistências por jogo, tendo um aproveitamento de 56,5% dos arremessos de quadra. James foi eleito pela quarta vez na carreira MVP da temporada regular, recebendo 120 dos 121 votos possíveis e se juntou a Wilt Chamberlain como os únicos a conquistarem 4 vezes o prêmio, ficando apenas atrás de Michael Jordan e Bill Russell que venceram 5 vezes e Kareem Abdul-Jabbar que venceu o prêmio em 6 oportunidades. James também foi eleito para o All-NBA Team pela nona vez na carreira e pela quinta vez para o NBA All-Defensive Team.
Nos playoffs, o Heat enfrentou o Milwaukee Bucks na primeira rodada e venceu a série por 4-0. Na segunda rodada, o Heat perdeu o jogo 1 em casa, mas se recuperou e venceu o Chicago Bulls por 4-1 e foi pelo terceiro ano consecutivo à final da conferência leste.
Na final da conferencia, Miami enfrentou o Indiana Pacers. O jogo 1 da série, disputado na American Airlines Arena, provou ser digno de uma final. Após empate no tempo normal, o jogo foi para prorrogação. Com o jogo empatado e faltando 10 segundos para o fim do jogo, James fez uma cesta colocando o Heat em vantagem 101-99, porém Wade cometeu falta em Paul George, que na linha do lance livre, acertou os três arremessos tentados para deixar o placar 102-101, faltando apenas 2,2 segundos para o fim do jogo. Então, LeBron James apareceu para o "show time". James passou pela marcação de Paul George e com uma bandeja garantiu a vitória do Heat no estouro do cronômetro 103-102. James marcou 30 pontos, 10 rebotes e 10 assistências na partida, marcando seu primeiro triplo-duplo na pós-temporada. O Heat, venceu os Pacers após 7 jogos, com James marcando 32 pontos, 8 rebotes e 4 assistências no jogo 7, indo pela terceira vez seguida à final da NBA.
Nas finais da NBA, o Heat enfrentou o San Antonio Spurs. A série foi ao jogo sete, e James marcou 37 pontos, 12 rebotes e 4 assistências no último jogo, e foi eleito pelo segundo ano consecutivo MVP das Finais, igualando Bill Russell e Michael Jordan, como os únicos jogadores a serem eleitos MVP das Finais e MVP da temporada regular por dois anos seguidos. James teve médias de 25,3 pontos, 10,9 rebotes, 7,0 assistências e 2,3 roubos de bola na série.

#### Temporada 2013–14
No dia 27 de dezembro de 2013, após marcar 33 pontos, oito rebotes e oito assistências em uma derrota para o Sacramento Kings, James chegou a marca de 21 819 pontos na carreira, ultrapassando Larry Bird (21 791) e Gary Payton (21 813), tornando-se o 29º maior pontuador da história da NBA. No dia 20 de fevereiro de 2014, durante uma partida contra o Oklahoma City Thunder, James deixou a quadra com o nariz sangrando após ser atingido pelo pivô Serge Ibaka, que tentou impedir uma infiltração a 5min56s do fim da partida. A jogada terminou com uma enterrada de James. Após avaliação médica, foi confirmado pelo Miami Heat que James teve uma fratura no nariz. No dia 3 de março de 2014, após marcar 61 pontos, 7 rebotes e 5 assistências contra o Charlotte Bobcats em Miami, James quebra seu recorde pessoal e da franquia para o maior número de pontos em um único jogo. O recorde anterior da equipe pertencia à Glen Rice que marcou 56 pontos em 1995 contra o Orlando Magic. James terminou a temporada regular com médias de 27.1 pontos, 6.9 rebotes e 6.4 assistências, ajudando o Miami Heat a ficar com a segunda posição na conferência leste, atrás do Indiana Pacers. James também foi eleito para o All-NBA Team pela décima vez na carreira e pela sexta vez para o NBA All-Defensive Team.
O Heat enfrentou o Charlotte Bobcats na primeira rodada dos playoffs. A equipe se classificou para as semifinais da conferência leste, vencendo a série por 4-0. James obteve médias de 30 pontos, 8 rebotes, 6 assistências e 2,3 roubos durante a série.
No dia 12 de maio de 2014, após marcar 49 pontos, 6 rebotes, 2 assistências e 3 roubos de bola, James iguala seu jogo com o maior número de pontos em pós-temporada (vs Orlando Magic 20 de maio de 2009), ajudando a equipe do Miami Heat a vencer o Brooklyn Nets por 102-96 no Barclays Center. O Miami Heat venceu o Brooklyn Nets por 4-1 e avançou pelo quarto ano consecutivo para a final da conferência leste. James obteve médias de 30 pontos, 6,4 rebotes, 3,6 assistências e 1,2 roubos durante a série.
Nas finais da conferencia leste, o Heat enfrentou pelo segundo ano consecutivo o Indiana Pacers. Após perder o primeiro jogo em Indiana, o Heat mostrou poder de recuperação e venceu a série por 4-2. James obteve médias de 22,8 pontos, 6,3 rebotes, 5,5 assistências e 2,0 roubos durante a série, ajudando o Heat a chegar pelo quarto ano consecutivo as finais da liga. Nas finais, o Heat enfrentou novamente o San Antonio Spurs. Apesar das boas atuações de James, o super trio acabou derrotado por 4-1. James obteve médias de 27,4 pontos, 7,1 rebotes 4,8 assistências na pós temporada.

### Cleveland Cavaliers (2014–18)

#### Temporada 2014–15

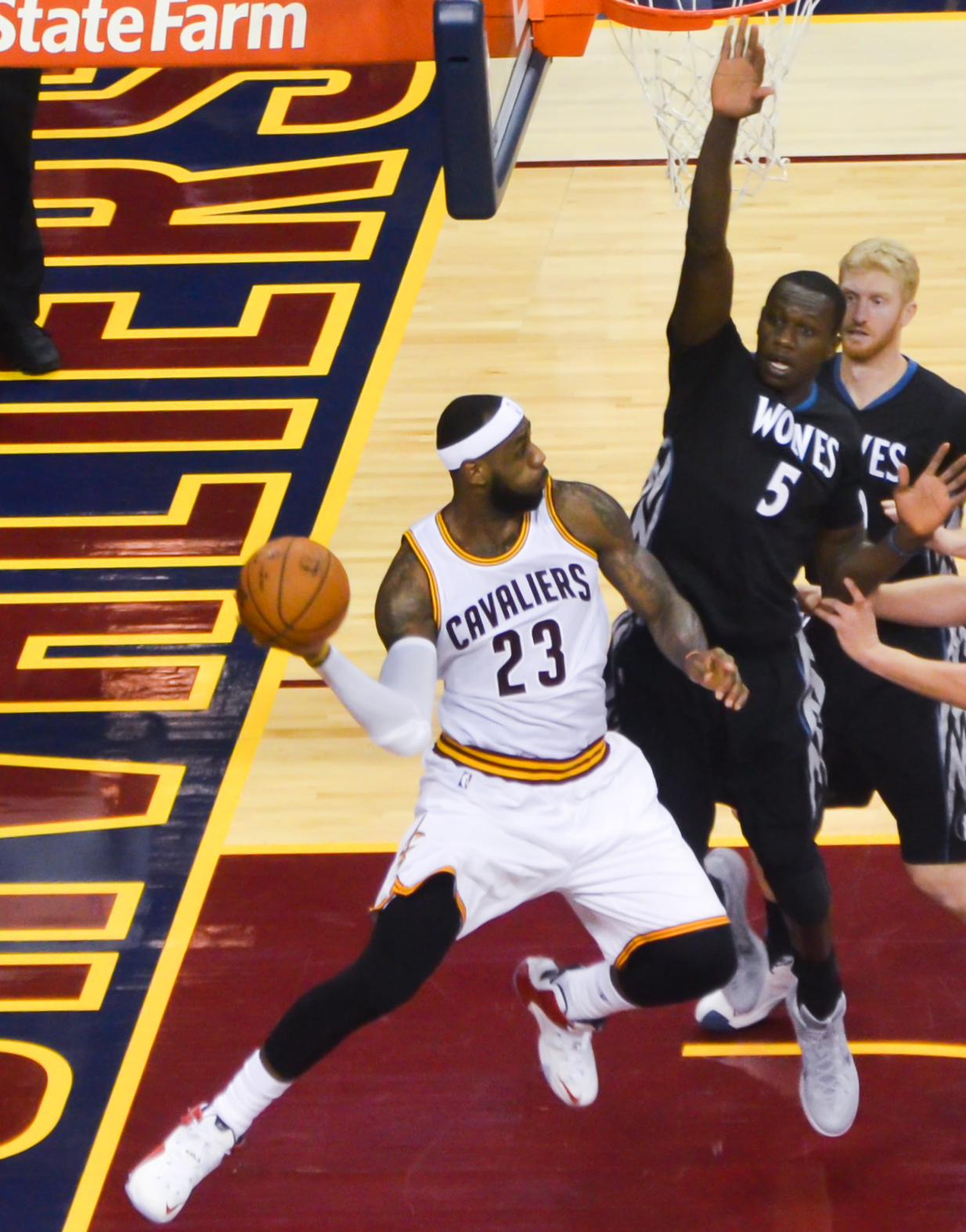
James fazendo um passe em dezembro de 2014, quando retornou ao Cleveland Cavaliers.

James rompeu seu contrato com o Miami e, após muita especulação, anunciou no dia 11 de julho de 2014 seu retorno ao Cleveland Cavaliers. Ao contrário de sua decisão em 2010, o anúncio para voltar aos Cavaliers foi bem recebido. Os Cavs conseguiram montar outro trio ao juntar James com o jovem Kyrie Irving e atrair Kevin Love numa troca com o Minnesota Timberwolves.
Apesar de duas semanas sem jogar por problemas no joelho e costas, sua maior perda na carreira, James fechou a temporada com médias de 25.3 pontos, 6 rebotes, e 7.4 assistências, e o Cavs acabou em segundo no Leste. Após bater Boston Celtics, Chicago Bulls e Atlanta Hawks nos playoffs do Leste, James se tornou apenas o nono jogador a alcançar cinco finais consecutivas, feito anteriormente conseguido por Bill Russell e os Celtics da década de 1960. Nas finais contra o Golden State Warriors de Stephen Curry e Klay Thompson, que tinha sido o melhor time da temporada regular, James teve de dobrar seus esforços já que Love e Irving foram impedidos de jogar por lesões. Consequentemente, teve médias de 35,8 pontos, 13,3 rebotes, e 8,8 assistências, e chegou a abrir vantagem de 2-1 para o Cavs, mas ainda assim foi incapaz de impedir uma virada e título do Warriors por 4-2. Apesar da perda do título, a mídia parabenizou o desempenho de James que mesmo derrotado, quase foi eleito o MVP das finais.
Bradford Doolittle, analista e comentarista da ESPN escreveu: "Esperamos que todos nós tenhamos apreciado o que acabamos de ver, porque talvez, pode não acontecer de novo tão cedo".

#### Temporada 2015–16
Durante a temporada 2015–16, James foi criticado por seu papel em algumas controvérsias fora de quadra, incluindo a demissão no meio da temporada do treinador do Cavaliers, David Blatt. Apesar dessas distrações, Cleveland terminou a temporada regular com 57 vitórias sendo o mais bem colocado da Conferência Leste. As médias de LeBron foram de 25,3 pontos, 7,4 rebotes e 6,8 assistências, com aproveitamento de 52 por cento nos arremessos. No dia 2 de novembro de 2015, James tornou-se o jogador mais jovem a alcançar 25 000 pontos na NBA, em uma vitória dos Cavaliers sobre o Philadelphia 76ers por 107-100. No dia 14 de fevereiro de 2016, James tornou-se o maior pontuador da história do NBA All-Star Game com 291 pontos, ultrapassando Kobe Bryant que possuía 290 pontos (foi o último All-Star Game de Bryant). James marcou 13 pontos, 7 assistências e 4 rebotes no jogo, porém a Conferência Leste foi derrotada pela Conferência Oeste por 196-173.
Nos playoffs, Cleveland seguiu forte e avançou confortavelmente para a final da conferência varrendo em 4-0 as franquias de Detroit Pistons e Atlanta Hawks. Na final da conferência, Cleveland enfrentou o Toronto Raptors, liderados pelo armador DeMar DeRozan, que após estarem perdendo por 2-0 conseguiram empatar a série nos dois jogos em casa. Entretanto, LeBron liderou novamente o Cleveland para o título da conferência em 4-2. Nos duelos contra Hawks e Raptors, James passou Tim Duncan e Shaquille O'Neal na lista dos maiores pontuadores da história dos playoffs, assumindo a 4° posição. Nas finais, novamente o Golden State Warriors de Stephen Curry, que com 73 vitórias haviam quebrado o recorde de vitórias em uma temporada regular. A equipe de Ohio chegou a estar perdendo a série por 3-1, incluindo duas derrotas seguidas. Quando muitos críticos e a mídia especializada dava como ser improvável que o time de Cleveland revertesse a situação, tendo em vista que na história da NBA nunca uma franquia conseguiu reverter um 3-1 em uma série de finais, LeBron James respondeu marcando consecutivamente, 41 pontos nos jogos 5 e 6, forçando o jogo 7. O último e decisivo jogo 7 entrou para a história tanto da franquia, como da cidade de Cleveland e, também, para LeBron James, que terminou a partida com um triplo-duplo e algumas jogadas cruciais, entre elas um memorável "toco" em Andre Iguodala faltando apenas 2 minutos para o final da partida, que estava empatada em 89 a 89.
Os Cavaliers foram pela primeira vez campeões da NBA, quebrando um jejum da cidade de Cleveland que já durava 52 anos sem um título profissional nos esportes. LeBron James se tornou apenas o terceiro jogador na história da NBA a fazer um triplo-duplo no jogo 7 das finais, se juntando a Jerry West (1969) e a James Worthy (1988). As médias de LeBron James na série foram de 29,7 pontos, 11,3 rebotes, 8,9 assistências, 2,3 bloqueios e 2,6 roubos de bola. No geral, LeBron terminou a série com o total de 208 pontos, 79 rebotes, 62 assistências, 16 bloqueios e 18 roubos de bolas, tornando ele o primeiro jogador da história da NBA a liderar as estatísticas de ambas as equipes em todas as cinco categorias em uma série de playoffs, fato este que lhe rendeu o terceiro prêmio de MVP das finais de forma unânime, com todos os 11 votos da comissão especializada da série final. Hall da Fama da NBA, Magic Johnson postou no twitter logo após o final do jogo: "LeBron James com este campeonato selou seu legado como um dos cinco maiores jogadores que já jogaram esse jogo".

#### Temporada 2016–17
A temporada 2016–17 foi marcada por lesões e derrotas inesperadas para os Cavaliers. James mais tarde a descreveu como um dos anos "mais estranhos" de sua carreira. Após uma derrota em janeiro para o New Orleans Pelicans, ele criticou publicamente a diretoria de Cleveland por construir uma equipe que ele achava ser muito "pesada", pela qual recebeu críticas. Os Cavaliers terminaram a temporada com a segunda melhor campanha do Leste, com James tendo médias de 26,4 pontos e recorde da carreira em rebotes (8,6), assistências (8,7) e erros (4,1) por jogo.
No jogo 3 da primeira rodada dos playoffs, ele registrou 41 pontos, 13 rebotes e 12 assistências contra os Pacers, levando os Cavaliers a uma vitória de virada após perder por 25 pontos no intervalo, representando o maior déficit de intervalo superado na história dos playoffs da NBA. No jogo 5 das finais da conferência contra o Celtics, James marcou 35 pontos e superou Michael Jordan, como o maior pontuador de todos os tempos da liga na pós-temporada. Os Cavaliers venceram o jogo e a série, avançando para as finais pela terceira vez consecutiva contra os Warriors, que haviam contratado um rival de James, Kevin Durant, durante o período de offseason. James teve médias de 33,6 pontos, 12 rebotes e 10 assistências por jogo nas finais, se tornando o primeiro jogador a ter uma média de triplo-duplo em finais, mas os Cavaliers foram derrotados em cinco jogos.

#### Temporada 2017–18

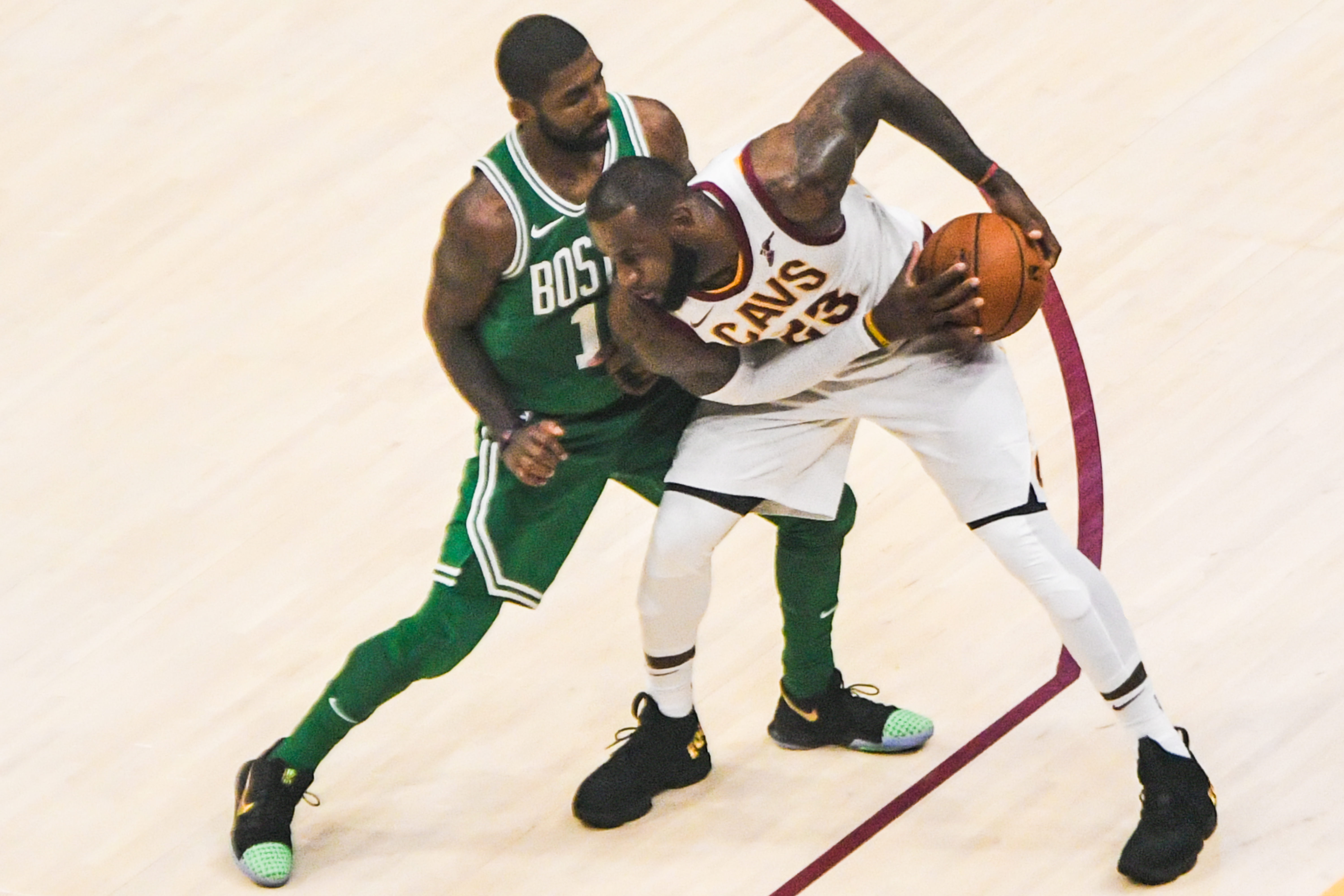
James em outubro de 2017, sendo marcado por Kyrie Irving.

Antes do início da temporada 2017–18, os Cavaliers reformularam seu elenco trocando Kyrie Irving para o Celtics, que solicitou uma troca porque ele não queria mais jogar com James. Depois de um início de ano lento, Cleveland se recuperou vencendo 18 dos 19 jogos em dezembro. Sua reviravolta começou com uma vitória sobre os Wizards em 3 de novembro, onde James marcou 57 pontos, o que representou sua segunda maior pontuação da carreira, empatando um recorde da franquia. Em 28 de novembro, James foi expulso pela primeira vez em sua carreira em um jogo contra o Heat, quando correu para discutir com o árbitro Kane Fitzgerald, sobre uma falta de ataque em sua corrida para a cesta. Fitzgerald deu uma falta técnica imediata em James antes de expulsá-lo com 1 minuto e 56 segundos restantes no quarto e os Cavs liderando por 23. Quando perguntado sobre a situação, James afirmou para o vestiário "Naquela jogada em particular, eu levei uma falta em toda a quadra. Era disso que se tratava. Eu disse o que tinha a dizer e segui em frente, mas ele decidiu que eu deveria ser (expulso). Vencer, isso é o mais importante para mim".
James ganhou seu terceiro prêmio NBA All-Star Game MVP depois de marcar 29 pontos, 10 rebotes, oito assistências e várias jogadas importantes para ajudar o Team LeBron a vencer por 148-145 o Team Curry. Após outra rodada de negociações em fevereiro, Cleveland voltou à forma e James alcançou várias marcas históricas; em 30 de março, ele estabeleceu um recorde da NBA com 867 jogos seguidos marcando dois dígitos em pontuação. James finalmente terminou a temporada com médias de 27,5 pontos, 8,6 rebotes, 9,2 assistências e 4,2 erros por jogo. Nos playoffs, James guiou os Cavaliers para outra revanche nas finais contra os Warriors. Ao longo do caminho, ele teve alguns dos momentos mais memoráveis de sua carreira, incluindo um chute da vitória contra os Pacers e outro contra os Raptors. No primeiro jogo das finais, James marcou 51 pontos, o recorde de sua carreira nos playoffs, mas Cleveland foi derrotado na prorrogação. Após a derrota, James machucou a mão depois de socar uma parede no vestiário, o que prejudicou sua eficácia pelo restante da série. Os Cavaliers perderam a série em quatro jogos, com James tendo médias de 34 pontos, 8,5 rebotes e 10 assistências por jogo nas finais. Apesar da perda do título, James foi nomeado pela Associated Press o Atleta do Ano de 2018, conquistando a honraria pela terceira vez em sua carreira.

### Los Angeles Lakers (2018–presente)

#### Temporada 2018–19

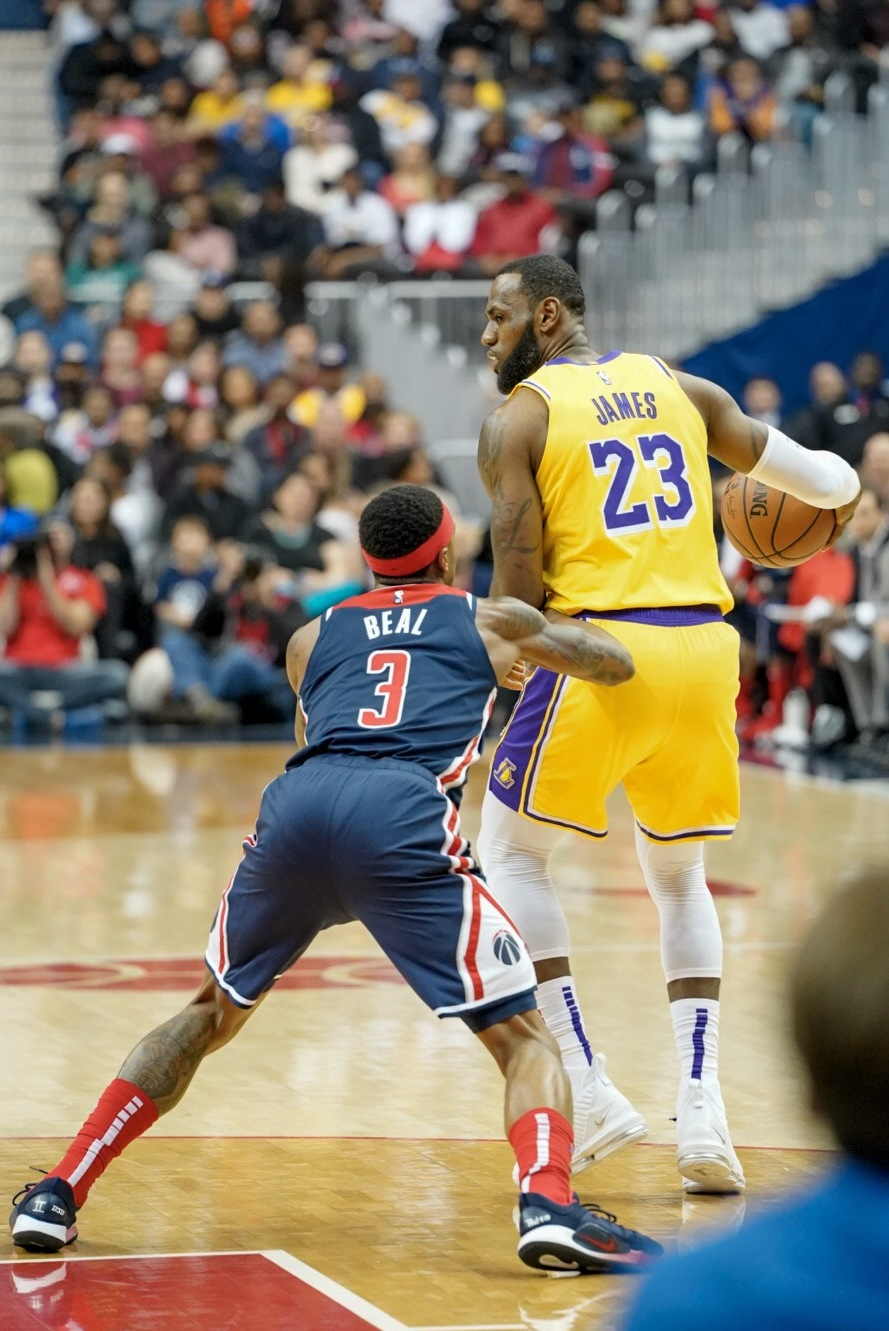
James com a camisa do Los Angeles Lakers em 2018, sendo marcado por Bradley Beal.

Após ter se tornado um agente livre, James anunciou na noite do dia 1 de julho de 2018 sua transferência para o Los Angeles Lakers. O jogador assinou um contrato de US$ 154 milhões válidos por quatro anos. Em entrevista à Sports Illustrated o agente de James, Rich Paul, explicou: "Em 2010, quando ele foi para Miami, era sobre campeonatos. Em 2014, quando ele voltou para Cleveland, era para cumprir uma promessa. Em 2018, era apenas fazer o que ele quer fazer".
Com a camisa 23, LeBron jogou 55 partidas com médias de 27,4 pontos por jogo, 8,5 rebotes e 8,3 assistências. Destaque para a partida diante do Miami Heat, na qual o jogador anotou 51 pontos. Porém a temporada 2018-2019 foi muito conturbada para James. No dia 25 de dezembro o jogador lesionou a virilha contra o Golden State Warriors, deixando-o de fora por 17 partidas. Com LeBron os Lakers já acumulavam 20 vitórias e 14 derrotas, sem o astro o time venceu 6 partidas em 17 jogados. O Lakers acabou ficando de fora dos playoffs em razão das lesões, da inexperiência do treinador Luke Walton e de alguns jovens atletas da equipe não conseguirem evoluir como esperado durante a temporada.
Essa foi primeira vez que James perdeu os playoffs desde 2005 e a primeira vez que ele não conseguiu chegar às finais desde 2010. A temporada ainda acabou gerando mal estar dentro do grupo do Lakers, após o vazamento de uma possível troca entre os jovens talentos do Lakers e o astro Anthony Davis do New Orleans Pelicans, já que o negócio acabou não sendo concretizado e gerou inúmeras piadas como na derrota por 42 pontos para os Pacers, onde a torcida rival gritava "LeBron irá trocar você". Apesar de sua temporada inconsistente, James acabou sendo nomeado para o All-NBA Third Team.

#### Temporada 2019–20
Após se recuperar da lesão na temporada 2018-2019, que fez os Lakers não passarem para os playoffs, LeBron passou a ter motivos para sonhar com mais um anel. Os Lakers se reforçaram com a chegada de Anthony Davis, o pivô de 26 anos foi contratado pelo Lakers através de uma troca onde a franquia de Los Angeles entregou aos Pelicans os jovens Brandon Ingram, Josh Hart e Lonzo Ball, além de múltiplas futuras escolhas de primeira rodada de Draft. Com Davis ao seu lado, a dupla carimbou a classificação em primeiro na Conferência Oeste, com uma campanha de 52 vitórias e 19 derrotas. James acabou ficando em segundo lugar para o prêmio de MVP e nos playoffs, a equipe avançou até as finais da NBA.
LeBron chegou na sua 10º final de NBA, sendo um dos poucos a fazer isso em três times diferentes (Cavaliers, Heats e Lakers). Dessa vez iria enfrentar o seu ex-time que lhe deu seus dois primeiros títulos da NBA, o Miami Heat. Nos dois primeiros jogos das finais, os Lakers mostraram superioridade diante de Miami, ganhando por 116-98 e 124-114 respectivamente. No jogo 3 da série, Miami reagiu e ganhou por 115-104. O jogo 4 foi mais disputado tendo os Lakers como vitorioso por 102-96. Abrindo assim a vantagem de 3-1 na série de melhor de 7, bastava só mais uma vitória para o título. O jogo 5 poderia ter sido o jogo do título do Los Angeles Lakers, mas o Miami Heat se impôs desde o início e contou com noites iluminadas de Jimmy Butler e Duncan Robinson. Butler deixou a quadra com 35 pontos, 12 rebotes e 11 assistências. Num jogo decidido nos segundo finais, Miami ganhou levando a série para o sexto jogo. Em noite inspirada do ataque e da defesa, os Lakers impuseram a vantagem desde o início liderando o placar da partida o jogo inteiro, chegando a abrir 34 pontos de vantagem. No final ganharam por 106-93 e o Los Angeles Lakers conquistou seu 17º título da NBA e se igualou ao Boston Celtics como maior campeão da liga. James foi eleito o MVP das Finais, sendo a quarta vez na carreira de LeBron que lhe é dado o troféu Bill Russell, como foi batizado a honraria em homenagem ao lendário ex-pivô. Dos 11 jornalistas que votaram no prêmio, todos escolheram James. No jogo 6 das finais, LeBron anotou um triplo-duplo de 28 pontos, 14 rebotes e 10 assistências.

#### Temporada 2022–23
Em 18 de agosto de 2022, James renovou com o Los Angeles Lakers em um contrato de US$ 97,1 milhões por dois anos. A extensão do contrato fez de James o atleta mais bem pago da história da NBA com US$ 528,9 milhões, superando Kevin Durant em ganhos de todos os tempos. Em 7 de fevereiro, James marcou seu 38 388.º ponto na carreira em um jogo contra o Oklahoma City Thunder, ultrapassando Kareem Abdul-Jabbar e tornando-se o maior artilheiro de todos os tempos na história da NBA.

#### Temporada 2023–24
Em 25 de janeiro de 2024, a NBA anunciou os titulares do All-Star Game 2024 e Lebron foi um dos selecionados para compor o time titular do Oeste.

## Seleção Nacional

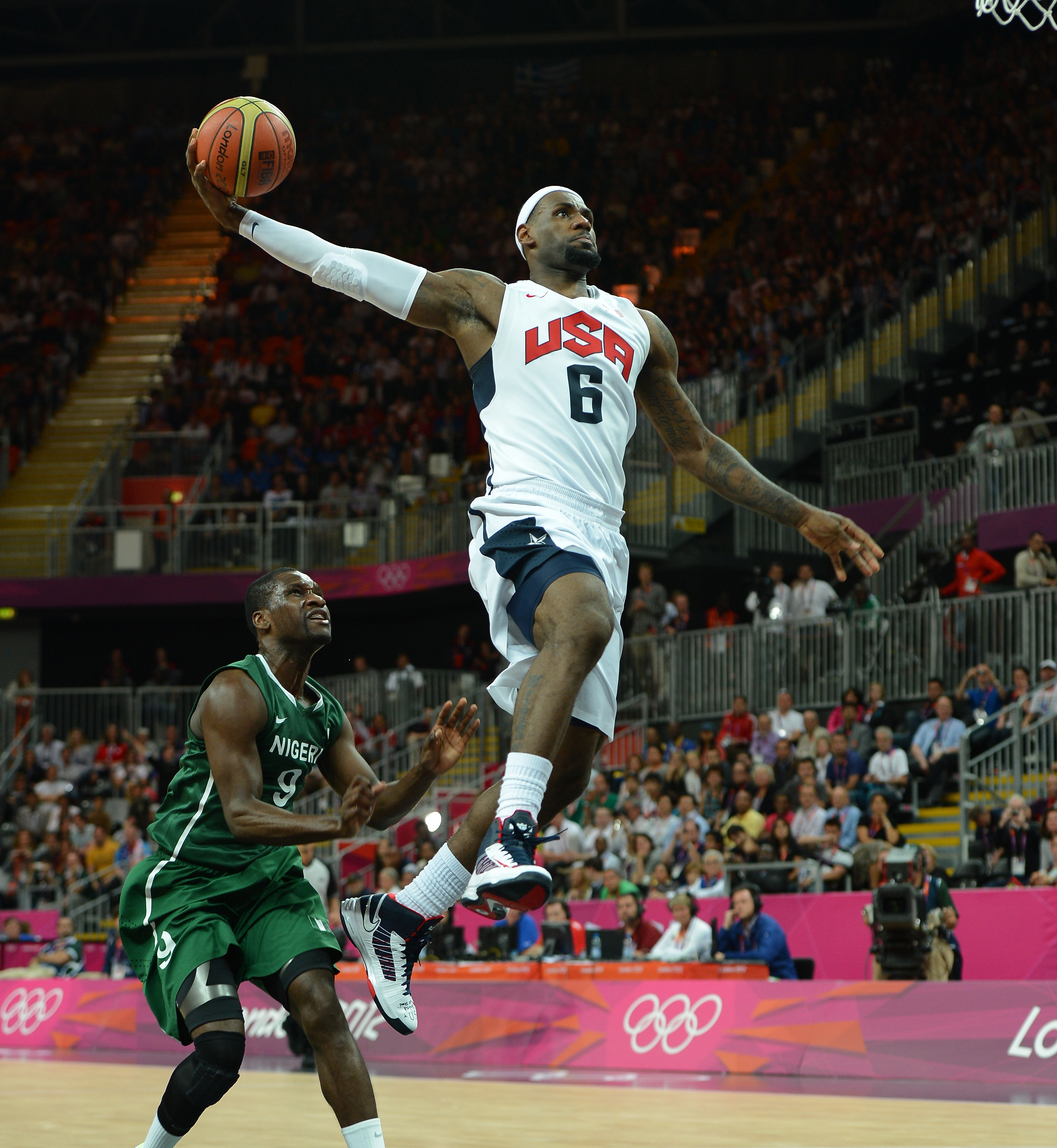
James nas Olimpíadas de Londres 2012.

Em 2004, James foi selecionado para a equipe que iria aos Jogos Olímpicos de Atenas, Grécia. A equipe terminou a competição com uma medalha de bronze, tornando-se o primeiro esquadrão dos EUA a voltar para casa sem uma medalha de ouro desde que os profissionais da NBA se tornaram elegíveis. Limitado a 14,6 minutos por jogo, James teve médias de apenas 5,8 pontos e 2,6 rebotes por jogo.
Em seguida, James voltou suas atenções para a Olimpíada de 2008 em Pequim, China. No 2006 FIBA World Championship no Japão, ele assumiu um papel maior para a equipe Americana, com médias de 13,9 pontos, 4,8 rebotes e 4,1 assistências por jogo, sendo o co-capitão da equipe. A equipa terminou a competição com um 8-1, novamente não conseguindo vencer uma medalha de ouro e ficando com o bronze. Tendo falhado em ganhar o Campeonato Mundial, a equipe dos EUA foi forçada a competir no Campeonato das Américas de 2007, para se qualificar para os Jogos Olímpicos. Durante um jogo contra a Argentina, James marcou 31 pontos, e a equipe dos EUA finalmente ganharam um ouro, e oficialmente qualificação para os Jogos Olímpicos de 2008. Para o torneio, ele teve médias de 18,1 pontos, 4,7 assistências, 3,6 rebotes e 1,5 roubos de bola. Nas Olimpíadas, a equipe Americana recuperou a medalha de ouro, derrotando a Espanha por 118-107 no jogo final. James marcou 14 pontos, 6 ressaltos e 3 assistências e a equipa a passou invicta, ganhando a medalha de ouro pela primeira vez desde 2000. James não jogou o FIBA World Championship de 2010, citando a sua agenda cheia durante o verão.
Foi selecionado para a equipe dos Estados Unidos que competiria nos jogos olímpicos de Londres 2012, onde marcou o primeiro triplo-duplo (11 pontos, 14 rebotes e 12 assistências) olímpico na história do basquetebol contra a equipe Australiana. Ajudou, também a equipa a ganhar sua segunda medalha de ouro consecutiva, numa vitória por 107-100 contra a Espanha, no qual marcou 19 pontos, 7 rebotes e 3 assistências. No quarto período, LeBron fez uma enterrada que o fez empatar com David Robinson como maior pontuador da história da equipe. Depois de uma cesta de três pontos, com menos de dois minutos para o fim do jogo, ficou no primeiro lugar isolado, com 273 pontos. Com os EUA ganhando a medalha de ouro, James juntou-se a Michael Jordan e Scottie Pippen como os únicos jogadores que ganharam o campeonato da NBA e uma medalha de ouro olímpica no mesmo ano (Pippen conseguiu alcançar a façanha duas vezes). James também se tornou o único outro jogador além de Jordan, a ter vencido o campeonato da NBA, o prêmio de MVP da temporada regular e o prêmio de MVP das finais no mesmo ano e ganhar a medalha de ouro olímpica.

## Perfil do jogador

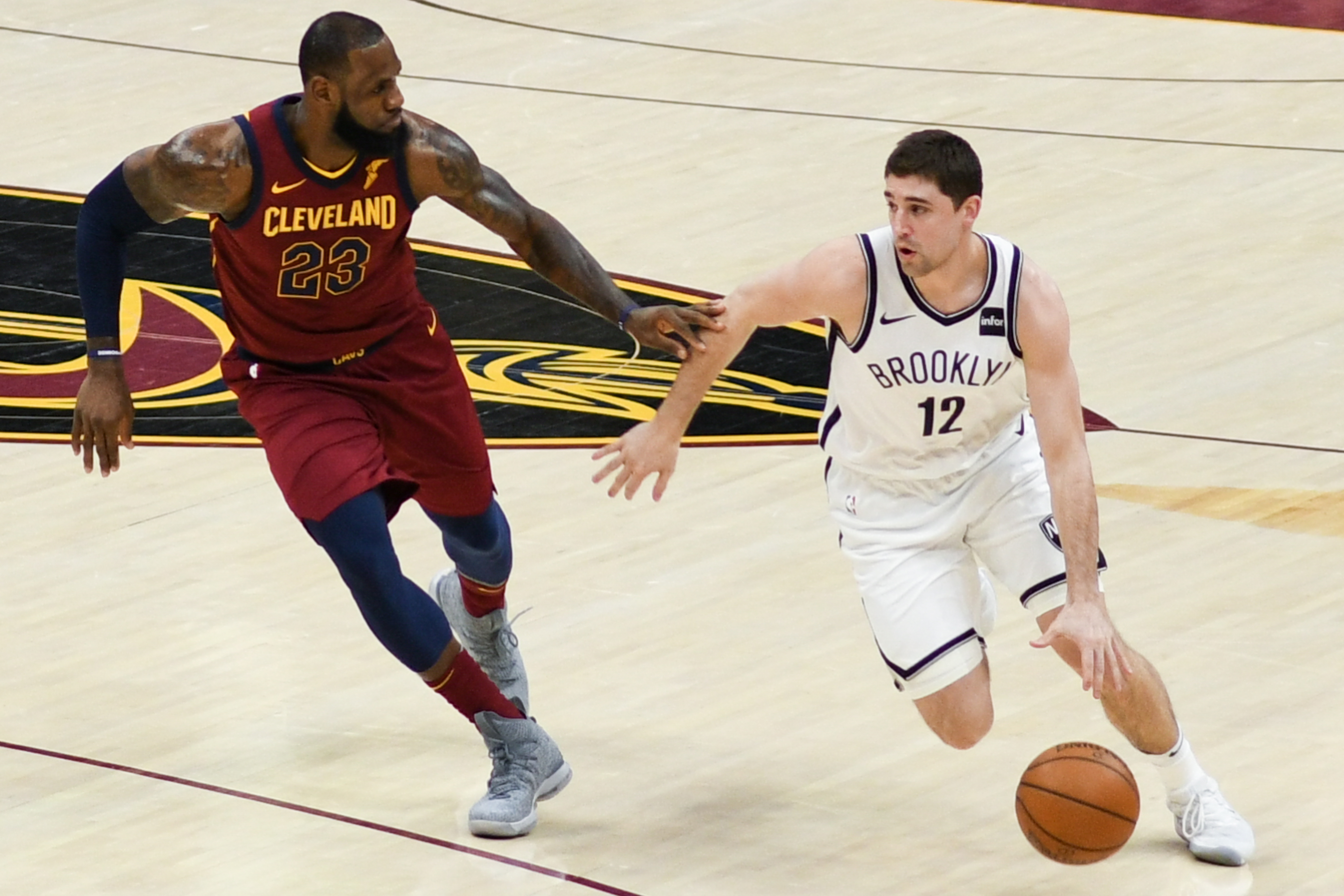
James marcando Joe Harris em fevereiro de 2018.

Com 2,06 m de altura e pesando 113,4 kg, James foi considerado como o jogador de melhor espécime física dentre todos os desportos por alguns analistas desportivos. Sua versatilidade, permite que James tenha a capacidade de jogar em todas as posições, sendo um dos poucos jogadores na história da NBA que lideraram a liga em pontos e assistências. Com médias na carreira de 27,0 pontos, 7,4 rebotes, 7,4 assistências e 1,6 roubos de bola por jogo, é considerado um dos jogadores mais versáteis da história da NBA, e tem sido comparado aos Hall da Fama Oscar Robertson, Magic Johnson e Michael Jordan. James ganhou honras All-NBA em todas as temporadas desde seu segundo ano na liga, honras All-Defensive seis vezes entre as temporadas de 2008–09 e 2013–14 e foi nomeado o Calouro do Ano na sua temporada de estreia. Com quatro prêmios de MVP da temporada regular, ele faz parte de um seleto grupo de jogadores que ganharam o prêmio quatro vezes, incluindo Kareem Abdul-Jabbar, Michael Jordan, Wilt Chamberlain e Bill Russell. Porém, James nunca venceu o prêmio de melhor Jogador Defensivo do Ano, terminando em segundo lugar na votação por duas vezes. Entre 2011 e 2021, James foi classificado como o melhor jogador da NBA pela ESPN e Sports Illustrated.
Ao longo de sua carreira, sua capacidade de armação tem sido elogiada. Em um artigo para a Sports Illustrated's, Rob Mahoney o descreveu como um "fantástico passador". Usando seu tamanho, visão e a atenção que ele acumula das defesas para sua vantagem, James é capaz de criar pontos fáceis para seus companheiros com assistências precisas. Sua habilidade de encontrar um jogador livre de marcação, ajudou a forçar as equipes da NBA a melhorar seus esquemas táticos para cobrir melhor o lado fraco da quadra, evitando que James passasse para arremessadores livres. Tom Haberstroh da ESPN, escreveu que a maior fraqueza de James é seu arremesso de lance livre, descrevendo-o como "médio".
No início da carreira, James era considerado um jogador fraco defensivamente, mas que melhorou de forma constante ao longo dos anos. Em Miami, James se tornou um defensor mais versátil e o Heat contava com ele para proteger todas as cinco posições. Junto com seus companheiros Shane Battier e Dwyane Wade, Miami utilizava James em um esquema defensivo ultra agressivo. A partir de 2014, alguns analistas relataram uma certa regressão em seu impacto defensivo, decorrente da falta de esforço e dos declínios esperados relacionados à idade. Apesar disso, sua performance defensiva durantes as finais de 2016, com médias de 2,6 roubos de bola e 2,3 bloqueios em 7 jogos contra o Golden State Warriors, foi considerada uma das melhores de todos os tempos. Após o título de 2016, sua defesa declinou progressivamente. Depois de ataques perdidos, ele muitas vezes demorava pra voltar pra defesa, pois ficava reclamando com os árbitros. James eventualmente desenvolveu uma reputação melhor aumentando seu nível defensivo nos playoffs, que alguns analistas chamavam de "Playoff LeBron".
Os minutos finais dos jogos de James tem sido um objeto de muita análise ao longo de sua carreira. No início, ele foi repetidamente criticado pela mídia pelos seus jogos em situações de pressão, especificamente por passar em vez de arremessar nos segundos finais de jogos com resultado apertado. Por outro lado, um artigo de Henry Abbott escrito em 2011, revelou que James tinha um percentual de arremessos melhor nessas situações de jogo do que notáveis jogadores como Ray Allen e Kobe Bryant. Além disso, um artigo de 2012 da ESPN classificou três performances de James na pós-temporada como algumas das maiores na história da NBA. Em 2015, FiveThirtyEight escreveu que ele provavelmente era "o arremessador em playoffs mais decisivo de sua geração". Nas finais de 2016, James deu um toco em Andre Iguodala nos minutos finais do jogo 7 com o placar empatado em 89-89. Este lance em específico ficou conhecido como The Block e é tido por muitos analistas, como uma das jogadas mais decisivas e importantes na história da liga. Desde 2018, James é o jogador com mais bolas da vitória em playoffs na história da NBA.

### Controvérsia
LeBron nunca foi reprovado em um exame antidoping em toda a sua carreira, mas em 2023 ele foi vinculado ao escândalo da Biogenesis. O escândalo estourou em 2013 quando vários jogadores da MLB foram acusados de obter drogas para melhorar o desempenho na Biogenesis of America, uma clínica com sede na Flórida. Documentos de investigação federal revelaram conexões entre Ernest “Randy” Mims, parceiro comercial de longa data de LeBron, e David Alexander, ex-técnico de LeBron, com indivíduos envolvidos no escândalo da Biogenesis. James foi investigado pela DEA por causa de sua associação com essas figuras. A investigação concluiu que nem Mims nem Alexander haviam fornecido PEDs a James, inocentando-o de qualquer irregularidade.
Em março de 2023, o lutador de MMA Chael Sonnen afirmou que Lebron era usuário regular de Eritropoietina, também conhecida como EPO. A EPO tem o objetivo de aumentar a capacidade do corpo de transportar oxigênio pelo corpo, o que pode melhorar a resistência e o desempenho durante o treinamento e a competição. De acordo com Sonnen, ele saberia disso porque ele e James “compram suas drogas do mesmo traficante”.

## Vida pessoal
James pediu em casamento Savannah Brinson, sua namorada dos tempos de escola, em 31 de dezembro de 2011, em uma festa de comemoração de Ano Novo e de seu aniversário de 27 anos. Os dois se casaram em 14 de setembro de 2013 em San Diego. Juntos, eles têm três filhos, os meninos, LeBron James Jr. e Bryce Maximus James, e a pequena Zhuri James. Eles residem atualmente em Coconut Grove, um bairro de Miami, onde James comprou uma mansão de três andares com vista para Biscayne Bay por US$ 9 milhões.
James é representado pelo agente Rich Paul. James tem vários contratos publicitários, algumas das empresas são Audemars Piguet, Coca-Cola, Dunkin' Brands, McDonald's, Nike, State Farm, e Samsung.
Ao sair do High School, James foi alvo de uma guerra de lances entre Nike, Reebok e Adidas. Após negociações, James assinou com a Nike por aproximadamente US$ 90 milhões. Como resultado dos contratos publicitários de James e seu salário na NBA, ele foi listado como um dos atletas mais bem pagos do mundo. Em 2013, ele superou Kobe Bryant como o jogador de basquete mais bem pago do mundo, com ganhos de 56,5 milhões de dólares.
Em 2007, James apresentou a estreia da 33º temporada de Saturday Night Live, e dividiu a tarefa de apresentar os ESPY Awards com o comediante Jimmy Kimmel. Em 2009, ele foi destaque no documentário da Lionsgate, More Than a Game, que narrou seus anos de ensino médio. Como ator, James fez ponta no seriado Entourage, e teve extensa participação na comédia de 2015 Trainwreck, em ambos interpretando ele mesmo. James é dono das produtoras Uninterrupted, que cria vídeos dirigidos por atletas para o site Bleacher Report, e SpringHill Entertainment, que produz a sitcom Survivor's Remorse, que passa desde 2014 no canal Starz, e realizou um reality show estrelado por James, Cleveland Hustles, no canal CNBC em 2016.
Em fevereiro de 2014, a Deadline informou que James iria estrelar uma sequência do filme Space Jam (1996). No entanto, os representantes de James negaram a alegação de que ele estaria envolvido. Em 2016, os rumores da continuação reiniciaram após a SpringHill assinar um contrato com a Warner, produtora do filme original.

## Imagem pública

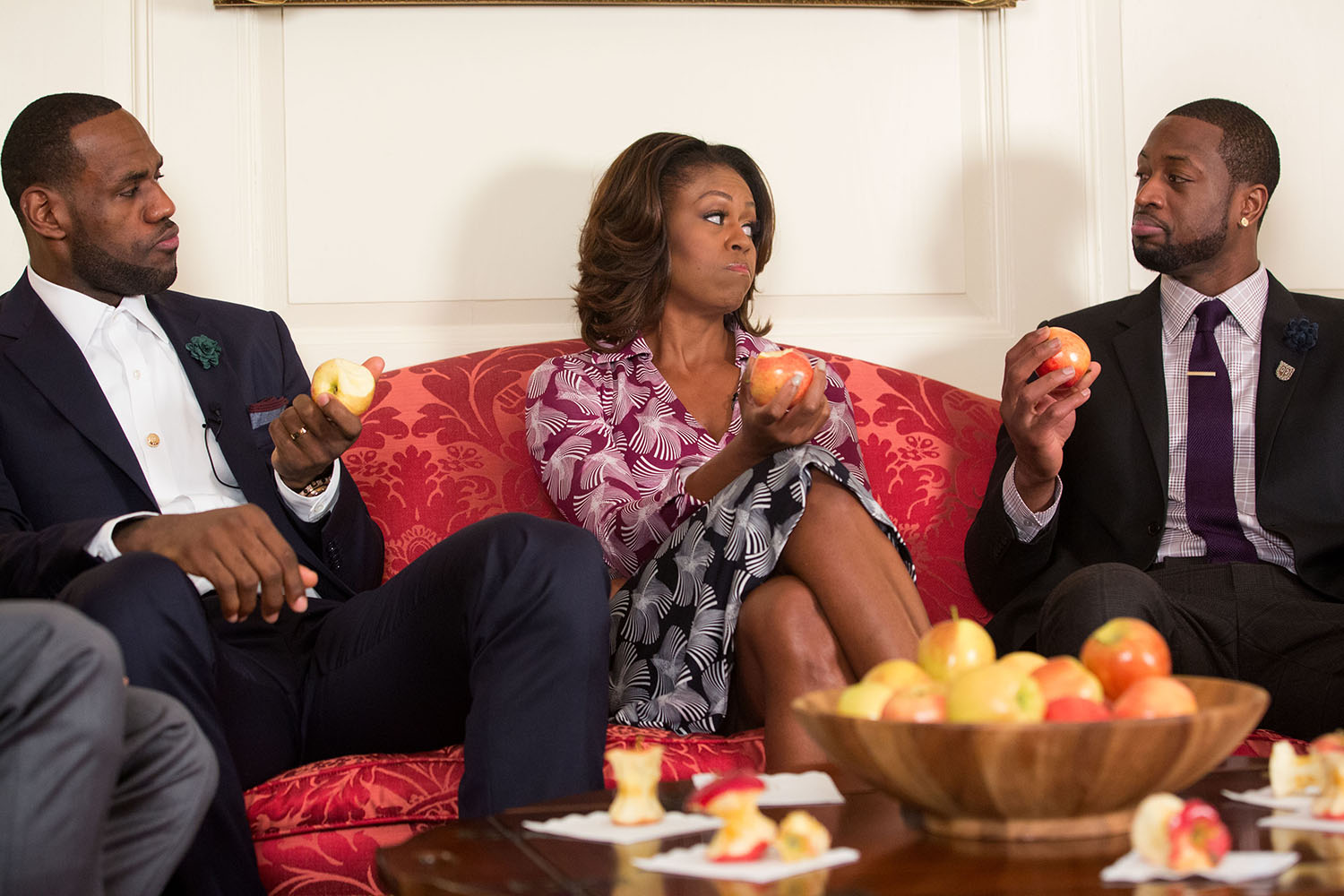
James em janeiro de 2014, ao lado de Michelle Obama e Dwyane Wade.

James foi classificado pela revista Forbes como um dos atletas mais influentes do mundo. Depois de suas ações durante o período de agência livre em 2010 e, mais especificamente em, "A Decisão", ele foi listado como um dos atletas mais odiados do mundo. Em 2013, a sua imagem tinha se recuperado, sendo relatado pela ESPN que James era o jogador mais popular da NBA, feito esse alcançado pela segunda vez em sua carreira. Filantropo, James é um apoiante ativo do Boys & Girls Club of America, Children's Defense Fund, and ONEXONE. Ele também estabeleceu sua própria fundação de caridade, chamada de LeBron James Family Foundation, sediada em Akron.
Em março de 2008, James tornou-se o primeiro homem negro e o terceiro homem depois Richard Gere e George Clooney a aparecer na capa da Vogue, posando com Gisele Bündchen. Alguns blogueiros e colunistas esportivos consideraram a capa ofensiva, descrevendo o comportamento de James e sua exploração a Bündchen como uma referência a aparência clássica do monstro do filme King Kong, um selvagem de cor escura e seu interesse amoroso de pele clara.
Enquanto James tem evitado questões políticas, ele foi criticado em 2007, quando se recusou a assinar uma petição iniciada por seu então companheiro de equipe Ira Newble em relação ao suposto envolvimento do governo chinês no conflito em Darfur região do Sudão. Um ano depois, James falou publicamente sobre o assunto, dizendo: "No final do dia, nós estamos falando de direitos humanos. E as pessoas devem entender que os direitos humanos e a vida das pessoas estão em perigo. Nós não estamos falando de contratos aqui. Nós não estamos falando de dinheiro. Nós estamos falando sobre a vida das pessoas que está sendo perdida e que significa muito mais para mim do que um pouco de dinheiro ou de um contrato". Em junho de 2008, James doou US$ 20 000 para uma comissão para eleger Barack Obama. Em 29 de outubro de 2008, James reuniu quase 20 000 pessoas na Quicken Loans Arena para uma exibição de 30 minutos do candidato presidencial democrata Barack Obama American Stories. Foi mostrado numa tela acima do palco, onde Jay-Z mais tarde realizou um concerto gratuito.

## Estatísticas na NBA
| † | Campeão da NBA             |
|   | Líder da Liga              |
|   | MVP da Temporada Regular   |
|   | Recorde da história da NBA |

#### Temporada Regular
| Ano      | Equipe     | PJ    | PT    | MPJ  | AP   | 3P   | LL   | RT  | AS   | BR  | TO  | PPJ  |
| -------- | ---------- | ----- | ----- | ---- | ---- | ---- | ---- | --- | ---- | --- | --- | ---- |
| 2003–04  | Cavaliers  | 79    | 79    | 39.5 | .417 | .290 | .754 | 5.5 | 5.9  | 1.6 | 0.7 | 20.8 |
| 2004–05  | Cavaliers  | 80    | 80    | 42.4 | .472 | .351 | .750 | 7.4 | 7.2  | 2.2 | 0.6 | 27.2 |
| 2005–06  | Cavaliers  | 79    | 79    | 42.5 | .480 | .335 | .738 | 7.0 | 6.6  | 1.6 | 0.8 | 31.4 |
| 2006–07  | Cavaliers  | 78    | 78    | 40.9 | .476 | .319 | .698 | 6.7 | 6.0  | 1.6 | 0.7 | 27.3 |
| 2007–08  | Cavaliers  | 75    | 74    | 40.4 | .484 | .315 | .712 | 7.9 | 7.2  | 1.8 | 1.1 | 30.0 |
| 2008–09  | Cavaliers  | 81    | 81    | 37.7 | .489 | .344 | .780 | 7.6 | 7.2  | 1.7 | 1.1 | 28.4 |
| 2009–10  | Cavaliers  | 76    | 76    | 39.0 | .503 | .333 | .767 | 7.3 | 8.6  | 1.6 | 1.0 | 29.7 |
| 2010–11  | Heat       | 79    | 79    | 38.8 | .510 | .330 | .759 | 7.5 | 7.0  | 1.6 | 0.6 | 26.7 |
| 2011–12  | Heat†      | 62    | 62    | 37.5 | .531 | .362 | .771 | 7.9 | 6.2  | 1.9 | 0.8 | 27.1 |
| 2012–13  | Heat†      | 76    | 76    | 37.9 | .565 | .406 | .753 | 8.0 | 7.3  | 1.7 | 0.9 | 26.8 |
| 2013–14  | Heat       | 77    | 77    | 37.7 | .567 | .379 | .750 | 6.9 | 6.4  | 1.6 | 0.3 | 27.1 |
| 2014–15  | Cavaliers  | 69    | 69    | 36.1 | .488 | .354 | .710 | 6.0 | 7.4  | 1.6 | 0.7 | 25.3 |
| 2015–16  | Cavaliers† | 76    | 76    | 35.6 | .520 | .309 | .731 | 7.4 | 6.8  | 1.4 | 0.6 | 25.3 |
| 2016–17  | Cavaliers  | 74    | 74    | 37.8 | .548 | .363 | .674 | 8.6 | 8.7  | 1.2 | 0.6 | 26.4 |
| 2017–18  | Cavaliers  | 82    | 82    | 36.9 | .542 | .367 | .731 | 8.6 | 9.1  | 1.4 | 0.9 | 27.5 |
| 2018–19  | Lakers     | 55    | 55    | 35.2 | .510 | .339 | .665 | 8.5 | 8.3  | 1.3 | 0.6 | 27.4 |
| 2019–20  | Lakers†    | 67    | 67    | 34.6 | .493 | .348 | .693 | 7.8 | 10.2 | 1.2 | 0.5 | 25.3 |
| 2020–21  | Lakers     | 45    | 45    | 33.4 | .513 | .365 | .698 | 7.7 | 7.8  | 1.1 | 0.6 | 25.0 |
| 2021–22  | Lakers     | 56    | 56    | 37.2 | .524 | .359 | .756 | 8.2 | 6.2  | 1.3 | 1.1 | 30.3 |
| 2022–23  | Lakers     | 55    | 54    | 35.5 | .500 | .321 | .768 | 8.3 | 6.8  | 0.9 | 0.6 | 28.9 |
| 2023-24  | Lakers     | 71    | 71    | 35.3 | .540 | .410 | .750 | 7.3 | 8.3  | 1.3 | 0.5 | 25.7 |
| 2024–25  | Lakers     | 70    | 70    | 34.9 | .513 | .376 | .782 | 7.8 | 8.2  | 1.0 | 0.6 | 24.4 |
| Carreira | Carreira   | 1.562 | 1.560 | 37.8 | .506 | .349 | .737 | 7.5 | 7.4  | 1.5 | 0.7 | 27.0 |
| All-Star | All-Star   | 20    | 20    | 26.8 | .513 | .297 | .725 | 5.7 | 5.7  | 1.1 | 0.4 | 21.7 |

#### Play-in
| Ano      | Equipe   | PJ | PT | MPJ  | AP   | 3P   | LL    | RT   | AS   | BR  | TO  | PPJ  |
| -------- | -------- | -- | -- | ---- | ---- | ---- | ----- | ---- | ---- | --- | --- | ---- |
| 2021     | Lakers   | 1  | 1  | 34.9 | .412 | .500 | .667  | 11.0 | 10.0 | 2.0 | 1.0 | 22.0 |
| 2023     | Lakers   | 1  | 1  | 45.3 | .571 | .500 | 1.000 | 10.0 | 6.0  | 1.0 | 2.0 | 30.0 |
| 2024     | Lakers   | 1  | 1  | 40.9 | .300 | .200 | 1.000 | 9.0  | 9.0  | 3.0 | 2.0 | 23.0 |
| Carreira | Carreira | 3  | 3  | 40.4 | .431 | .400 | .864  | 10.0 | 8.3  | 2.0 | 1.7 | 25.0 |

#### Playoffs
|  | MVP de Finais |

| Ano      | Equipe     | PJ  | PT  | MPJ  | AP   | 3P   | LL   | RT   | AS  | BR  | TO  | PPJ  |
| -------- | ---------- | --- | --- | ---- | ---- | ---- | ---- | ---- | --- | --- | --- | ---- |
| 2006     | Cavaliers  | 13  | 13  | 46.5 | .476 | .333 | .737 | 8.1  | 5.8 | 1.4 | 0.7 | 30.8 |
| 2007     | Cavaliers  | 20  | 20  | 44.7 | .416 | .280 | .755 | 8.0  | 8.0 | 1.7 | 0.5 | 25.1 |
| 2008     | Cavaliers  | 13  | 13  | 42.5 | .411 | .257 | .731 | 7.8  | 7.6 | 1.8 | 1.3 | 28.2 |
| 2009     | Cavaliers  | 14  | 14  | 41.4 | .510 | .333 | .749 | 9.1  | 7.3 | 1.6 | 0.9 | 35.3 |
| 2010     | Cavaliers  | 11  | 11  | 41.8 | .502 | .400 | .733 | 9.3  | 7.6 | 1.7 | 1.8 | 29.1 |
| 2011     | Heat       | 21  | 21  | 43.9 | .466 | .353 | .763 | 8.4  | 5.9 | 1.7 | 1.2 | 23.7 |
| 2012     | Heat†      | 23  | 23  | 42.7 | .500 | .259 | .739 | 9.7  | 5.6 | 1.9 | 0.7 | 30.3 |
| 2013     | Heat†      | 23  | 23  | 41.7 | .491 | .375 | .777 | 8.4  | 6.6 | 1.8 | 0.8 | 25.9 |
| 2014     | Heat       | 20  | 20  | 38.2 | .565 | .407 | .806 | 7.1  | 4.8 | 1.9 | 0.6 | 27.5 |
| 2015     | Cavaliers  | 20  | 20  | 42.2 | .417 | .227 | .731 | 11.3 | 8.5 | 1.7 | 1.1 | 30.1 |
| 2016     | Cavaliers† | 21  | 21  | 39.1 | .525 | .340 | .661 | 9.5  | 7.6 | 2.3 | 1.3 | 26.3 |
| 2017     | Cavaliers  | 18  | 18  | 41.3 | .565 | .411 | .698 | 9.1  | 7.8 | 1.9 | 1.3 | 32.8 |
| 2018     | Cavaliers  | 22  | 22  | 41.9 | .539 | .342 | .746 | 9.1  | 9.0 | 1.4 | 1.0 | 34.0 |
| 2020     | Lakers†    | 21  | 21  | 36.3 | .560 | .370 | .720 | 10.8 | 8.8 | 1.2 | 0.9 | 27.6 |
| 2021     | Lakers     | 6   | 6   | 37.3 | .474 | .375 | .609 | 7.2  | 8.0 | 1.5 | 0.3 | 23.3 |
| 2023     | Lakers     | 16  | 16  | 38.7 | .498 | .264 | .761 | 9.9  | 6.5 | 1.1 | 1.1 | 24.5 |
| 2024     | Lakers     | 5   | 5   | 40.8 | .566 | .385 | .739 | 6.8  | 8.8 | 2.4 | 1.0 | 27.8 |
| 2025     | Lakers     | 5   | 5   | 40.8 | .489 | .357 | .775 | 9.0  | 5.6 | 2.0 | 1.8 | 25.4 |
| Carreira | Carreira   | 292 | 292 | 41.3 | .496 | .333 | .741 | 9.0  | 7.2 | 1.7 | 1.0 | 28.4 |

## Prêmios e Homenagens
- National Basketball Association:
  - 4x Campeão da NBA: 2012, 2013, 2016 e 2020
    - 4x NBA Finals Most Valuable Player (MVP das Finais): 2012, 2013, 2016 e 2020

  - 4x NBA Most Valuable Player (MVP): 2009, 2010, 2012 e 2013
  - Campeão da Copa NBA: 2023
    - MVP da Copa NBA: 2023

  - NBA Rookie of the Year: 2004
  - NBA All-Rookie Team: 2004
  - NBA Scoring Champion: 2008
  - NBA Assists Leader: 2020
  - NBA Citizenship Award: 2017
  - 3x NBA All-Star Game MVP: 2006, 2008 e 2018
  - 21x NBA All-Star: 2005, 2006, 2007, 2008, 2009, 2010, 2011, 2012, 2013, 2014, 2015, 2016, 2017, 2018, 2019, 2020, 2021, 2022, 2023, 2024 e 2025[233]
  - 21x All-NBA Team:
    - Primeiro Time: 2006, 2008, 2009, 2010, 2011, 2012, 2013, 2014, 2015, 2016, 2017, 2018 e 2020
    - Segundo Time: 2005, 2007, 2021 e 2025[234]
    - Terceiro Time: 2019, 2022, 2023 e 2024

  - 6x NBA All-Defensive Team:
    - Primeiro Time: 2009, 2010, 2011, 2012 e 2013
    - Segundo Time: 2014
- Seleção dos Estados Unidos:
  - Jogos Olímpicos:
    -  Medalha de Bronze: 2004
    -  Medalha de Ouro: 2008
    -  Medalha de Ouro: 2012
    -  Medalha de Ouro: 2024

  - Campeonato Mundial:
    -  Medalha de Bronze: 2006

  - Copa América de Basquete:
    -  Medalha de Ouro: 2007
- Outras Honrarias:
  - Atleta do Ano da Associated Press: 2013, 2016, 2018 e 2020
  - Atleta do Ano da Sports Illustrated: 2012, 2016 e 2020
  - Atleta do Ano da Seleção Americana: 2012
  - Melhor Jogador em Olimpíadas: 2024
  - ESPY de Melhor Jogador da NBA: 2007, 2009, 2012, 2013, 2016, 2017 e 2018
  - 75 Maiores Jogadores da História da NBA: 2021
  - 100 Maiores Personalidades da Time: 2005, 2013, 2017 e 2019

## Marcas na NBA
- 4º em MVPs da Temporada Regular (4)[235]
- 2º em MVPs de Finais (4)[236]
- 2º em MVPs do All-Star Game (3)[237]
- 1º em Jogador do Mês da Conferência (41)[238]
- 1º em Jogador da Semana da Conferência (69)[239]
- 1º em Aparições no Time Ideal da Temporada Regular (21)[240]
- 3º em Aparições em Finais (10)[241]
- 1º em Aparições no All-Star Game (21)[242]
- 2º em Eficiência na Temporada Regular (271.38)[243]
- 1º em Eficiência em Playoffs (59.51)[244]
- 3º em Vitórias na Temporada Regular (1.009)[245]
- 1º em Vitórias em Playoffs (184)[246]
- 2º em Vitórias no All-Star Game (11)[247]
- 1º em Pontos na Temporada Regular (42.184)[248]
- 1º em Pontos em Playoffs (8.289)[249]
- 1º em Pontos no All-Star Game (434)[250]
- 4º em Assistências na Temporada Regular (11.584)[251]
- 2º em Assistências em Playoffs (2.095)[252]
- 3º em Assistências no All-Star Game (113)[250]
- 5º em Triplos-Duplos na Temporada Regular (122)[253]
- 2º em Triplos-Duplos em Playoffs (28)[254]
- 1º em Triplos-Duplos no All-Star Game (1)[250]

### Recordes em Jogos
| Estatística                       | Temporada Regular | Temporada Regular  | Temporada Regular      | Playoffs | Playoffs               | Playoffs             |
| Estatística                       | Recorde           | Adversário         | Data                   | Recorde  | Adversário             | Data                 |
| --------------------------------- | ----------------- | ------------------ | ---------------------- | -------- | ---------------------- | -------------------- |
| Pontos em um jogo                 | 61                | Charlotte Bobcats  | 3 de março de 2014     | 51       | Golden State Warriors  | 31 de maio de 2018   |
| Cestas convertidas em um jogo     | 23                | Washington Wizards | 3 de novembro de 2017  | 20       | Orlando Magic          | 20 de maio de 2009   |
| Cestas tentadas em um jogo        | 36                | Toronto Raptors    | 20 de março de 2005    | 38       | Golden State Warriors  | 4 de junho de 2015   |
| Lances livres convertidos         | 24                | Miami Heat         | 12 de março de 2006    | 18       | 2 vezes                |                      |
| Lances livres tentados            | 28                | Miami Heat         | 12 de março de 2006    | 24       | 2 vezes                |                      |
| Cestas de três pontos convertidas | 8                 | 3 vezes            |                        | 7        | Washington Wizards     | 30 de abril de 2006  |
| Cestas de três pontos tentadas    | 14                | Memphis Grizzlies  | 29 de dezembro de 2021 | 12       | 3 vezes                |                      |
| Rebotes ofensivos                 | 7                 | 2 vezes            |                        | 8        | Atlanta Hawks          | 24 de maio de 2015   |
| Rebotes defensivos                | 17                | New York Knicks    | 14 de abril de 2005    | 16       | 2 vezes                |                      |
| Rebotes totais                    | 19                | Charlotte Bobcats  | 11 de janeiro de 2008  | 19       | Boston Celtics         | 13 de maio de 2010   |
| Assistências                      | 19                | 2 vezes            |                        | 16       | Portland Trail Blazers | 18 de agosto de 2020 |
| Roubos de bola                    | 7                 | Memphis Grizzlies  | 13 de dezembro de 2004 | 6        | Indiana Pacers         | 15 de maio de 2012   |
| Tocos                             | 5                 | 2 vezes            |                        | 5        | Boston Celtics         | 7 de maio de 2011    |
| Minutos jogados                   | 55                | Memphis Grizzlies  | 29 de novembro de 2003 | 53       | Washington Wizards     | 5 de maio de 2006    |

## Filmografia

### Filmes
| Ano  | Título                                           | Papel     | Notas              |
| ---- | ------------------------------------------------ | --------- | ------------------ |
| 2008 | More than a Game                                 | Ele mesmo |                    |
| 2009 | Square Roots: The Story of SpongeBob SquarePants | Ele mesmo |                    |
| 2015 | Trainwreck                                       | Ele mesmo |                    |
| 2018 | Smallfoot                                        | Gwangi    | Voz                |
| 2021 | Space Jam: A New Legacy                          | Ele mesmo | Também produtor    |
| 2023 | House Party                                      | Ele mesmo |                    |
| TBD  | Black Ice                                        | N/A       | Produtor executivo |

### Televisão
| Ano           | Título                                                          | Papel     | Notas                                      |
| ------------- | --------------------------------------------------------------- | --------- | ------------------------------------------ |
| 2004          | My Wife and Kids                                                | Ele mesmo | Episódio: "Outbreak Monkey"                |
| 2005          | Os Simpsons                                                     | Ele mesmo | Episódio: "Homer and Ned's Hail Mary Pass" |
| 2007          | Saturday Night Live                                             | Ele mesmo | Episódio: "LeBron James/Kanye West"        |
| 2009          | Entourage                                                       | Ele mesmo | Episódio: "Give a Little Bit"              |
| 2009          | SpongeBob SquarePants                                           | Ele mesmo | Episódio: "SpongeBob's Truth or Square"    |
| 2011–2014     | The LeBrons                                                     | Ele mesmo |                                            |
| 2015          | Survivor's Remorse                                              | Ele mesmo | Episódio: "Guts"                           |
| 2016          | Teen Titans Go!                                                 | Ele mesmo | Episódio: "The Cruel Giggling Ghoul"       |
| 2018–presente | The Shop                                                        | Host      | Produtor executivo                         |
| 2020          | Graduate Together: America Honors the High School Class of 2020 | Host      | Produtor executivo                         |
| 2020          | Self Made                                                       | N/A       | Produtor executivo                         |